# Garmisch-Partenkirchen

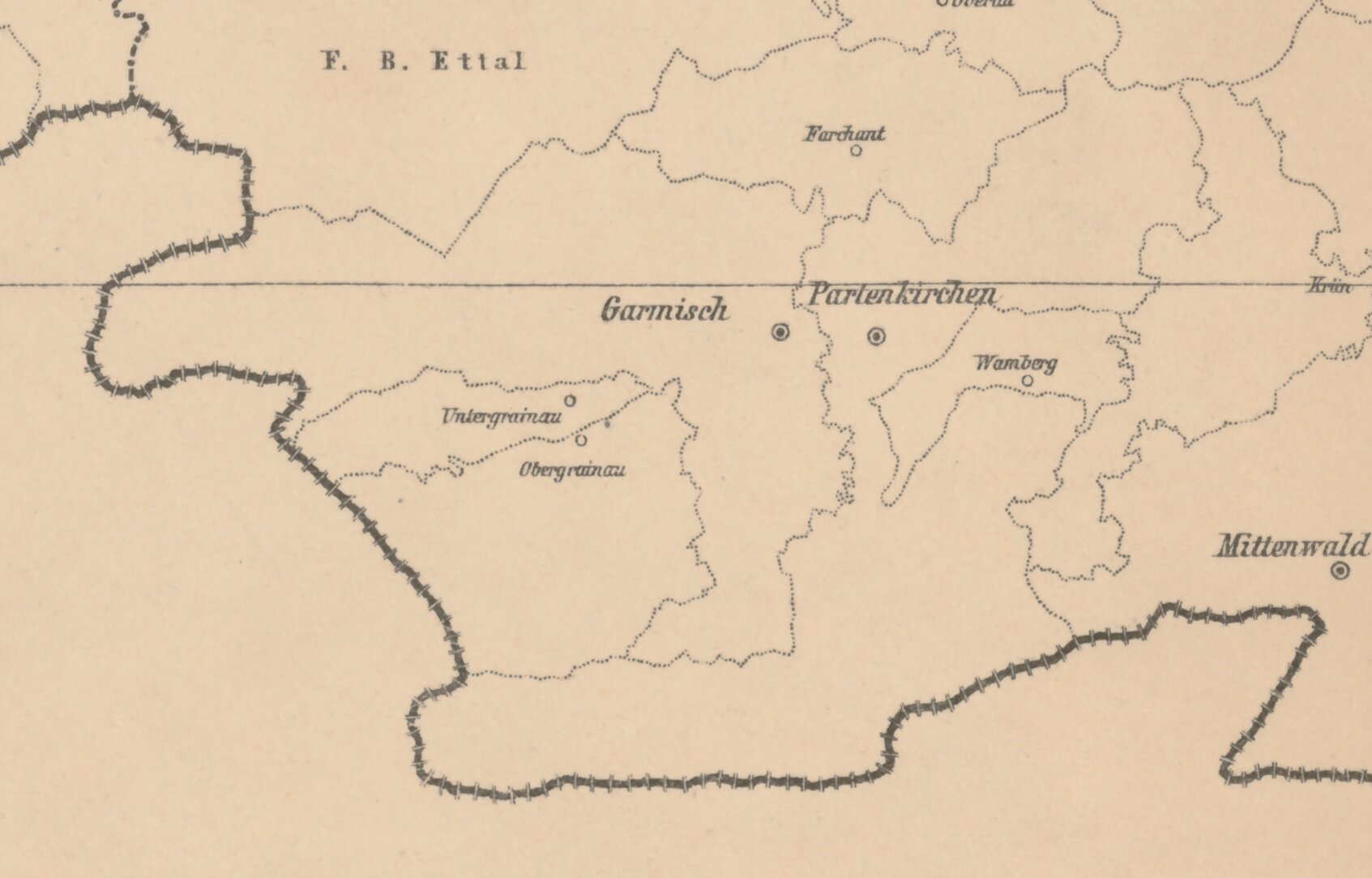
Der Ausschnitt aus der bayerischen Gemeindegrenzkarte von 1892 zeigt die am 1. Januar 1935 zusammengelegten Gemeinden Garmisch und Partenkirchen sowie die am 1. Juli 1978 eingegliederte Gemeinde Wamberg noch separat.

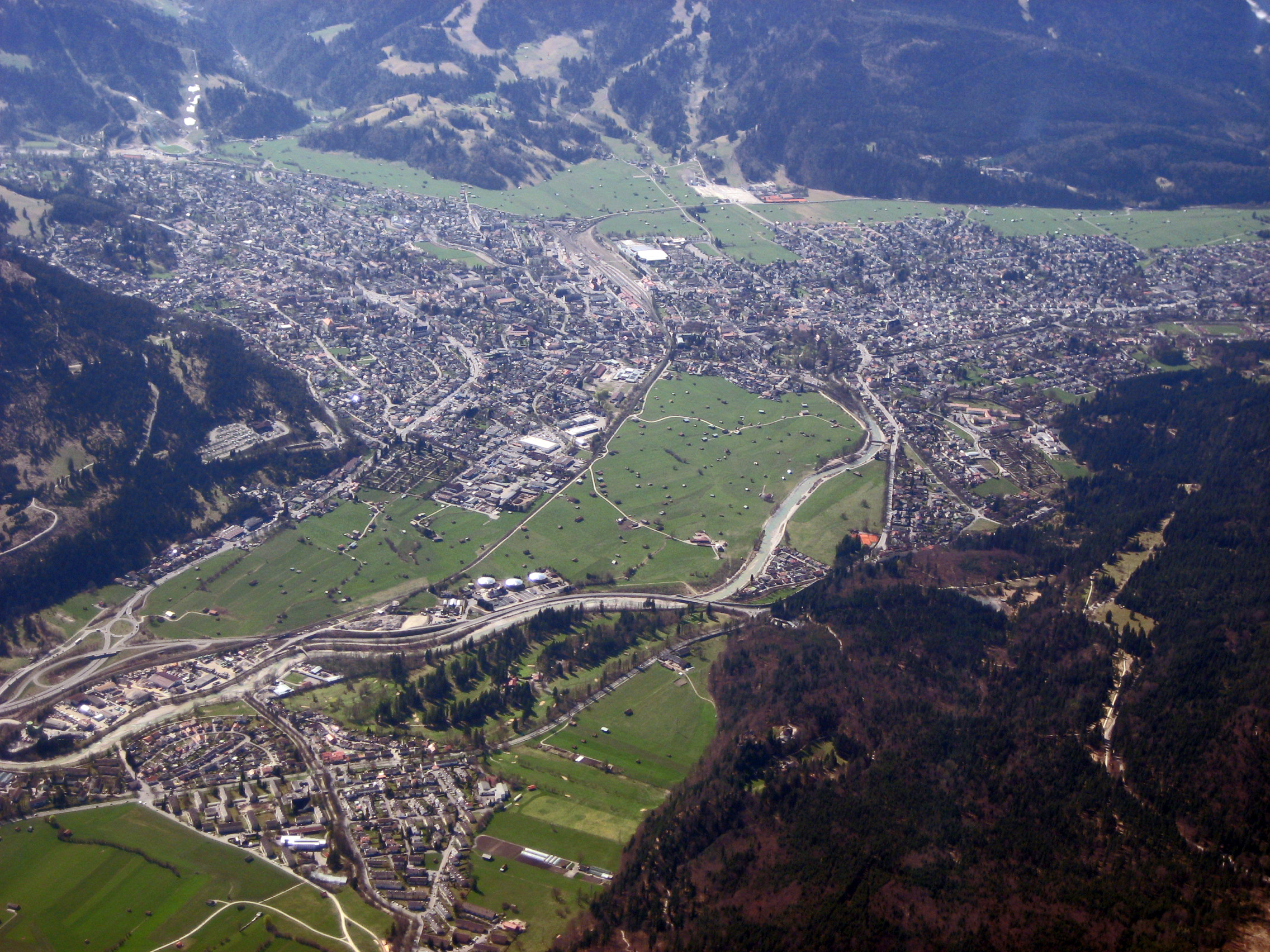
Luftbild von Garmisch-Partenkirchen, von Norden gesehen; links Partenkirchen, rechts Garmisch und im Vordergrund Burgrain

Garmisch-Partenkirchen ist ein 1935 aus den Gemeinden Garmisch und Partenkirchen hervorgegangener Markt und zugleich der Kreishauptort des Landkreises Garmisch-Partenkirchen sowie das Zentrum des Werdenfelser Landes. Aufgrund seiner Größe ist es eine von 13 sogenannten leistungsfähigen kreisangehörigen Gemeinden sowie ein Oberzentrum in Bayern. Der Ort liegt rund 80 km südwestlich von München und rund 50 km nordwestlich von Innsbruck. Es ist die letzte Gemeinde in Deutschland, die Verwaltungssitz eines Landkreises ist, ohne selbst Stadt zu sein (Kreishauptort). Der Markt Garmisch-Partenkirchen strebt das weitgehend bedeutungslos gewordene Stadtrecht auch nicht an.

## Geografie

### Lage
Garmisch-Partenkirchen liegt inmitten eines weiten Talkessels am Zusammenfluss der aus Tirol kommenden Loisach und der im Wettersteingebirge entspringenden Partnach, zwischen Ammergebirge im Nordwesten, Estergebirge im Osten und Wettersteingebirge – mit Deutschlands höchstem Berg, der Zugspitze, im Südwesten. Garmisch war während der letzten Eiszeit – der Würmeiszeit – mit einer Eisdecke von ca. 1700 m ü. NHN überzogen.

### Berge in der Nähe
Kochelberg ist der Name eines 870 m hohen Berges in Garmisch-Partenkirchen. Auf dem Berg befindet sich die im Sommer bewirtschaftete Kochelberg-Alm.
Der 1334,8 m hohe Hausberg ist der Hausberg von Garmisch-Partenkirchen. Er ist über recht steile, gut ausgebaute Wege erreichbar. Im Winter kann man mit der Hausbergbahn auf den Gipfel gelangen und dort Ski fahren.

### Gemeindegliederung
Das einstmalige Pfarrdorf Partenkirchen liegt östlich der Partnach, während sich der Ortskern von Garmisch westlich des Flusses befindet. Der Fluss ist auch heute noch im nördlichen Teil (etwa ab der Obermühle) die Grenze zwischen den Gemarkungen Garmisch und Partenkirchen. Im südlichen Teil verläuft die Gemarkungsgrenze 600 bis 1700 Meter westlich des Flusses.
Es werden offiziell keine getrennten Einwohnerzahlen für die Gebiete der ehemaligen Gemeinden Garmisch und Partenkirchen veröffentlicht. Anhand des 100 Meter-Gitters des Zensus zum Stichtag 9. Mai 2011 wurden jedoch 13.256 Einwohner in der Gemarkung Garmisch und 12.220 Einwohner in der Gemarkung Partenkirchen festgestellt, wobei die Summe der beiden Werte geringfügig niedriger ist als die offizielle Zensus-Einwohnerzahl von 25.581 für die Gesamtgemeinde.
Es gibt 35 Gemeindeteile, davon 6 in der Gemarkung Garmisch (G) und 28 in der Gemarkung Partenkirchen (P). Von den 28 in der Gemarkung Partenkirchen gelegenen Ortsteile gehörten 9 zu der am 1. Mai 1978 eingegliederten Gemeinde Wamberg (W). Der zusammengewachsene gleichnamige Gemeindehauptort Garmisch-Partenkirchen erstreckt sich auf beide Gemarkungen (in Klammern ist der Siedlungstyp angegeben):
- Garmisch-Partenkirchen (Hauptort) (G, P)

- Griesen (Dorf) (G)
- Breitenau (Siedlung) (G)
- Burgrain (Siedlung) (G)
- Rieß (Weiler) (G)
- Schwaigwang (Einöde) (G)
- Sonnenbichl (G)

- Angerhütte (Einöde) (P)
- Anzlesau (Weiler) (P)
- Esterberg (Einöde) (P)
- Gamshütte (Einöde) (P)
- Kainzenbad (P)
- Knorrhütte (Einöde) (P)
- Kochelberg (Weiler) (P)
- Meilerhütte (Einöde) (P)
- Münchner Haus (Unterkunftshaus) (P)
- Oberreintal (Einöde) (P)
- Petersbad (Einöde) (P)
- Reinthal (Einöde) (P)
- Sankt Anton (Einöde) (P)
- Schachen (Einöde) (P)
- Schneefernerhaus (Unterkunftshaus) (P)
- Streichla (Einöde) (P)
- Wank (Einöde) (P)
- Wettersteinalpe (Einöde) (P)
- Wildenau (Weiler) (P)

- Eckbauer (Einöde) (W)
- Gschwandt (Einöde) (W)
- Hintergraseck (Weiler) (W)
- Höfle (Weiler) (W)
- Kaltenbrunn (Dorf) (W)
- Mittergraseck (Einöde) (W)
- Schlattan (Dorf) (W)
- Vordergraseck (Weiler) (W)
- Wamberg (Kirchdorf) (W)

## Geschichte

Garmisch 1701 auf einem Gemälde im Fürstengang Freising

Partenkirchen 1701

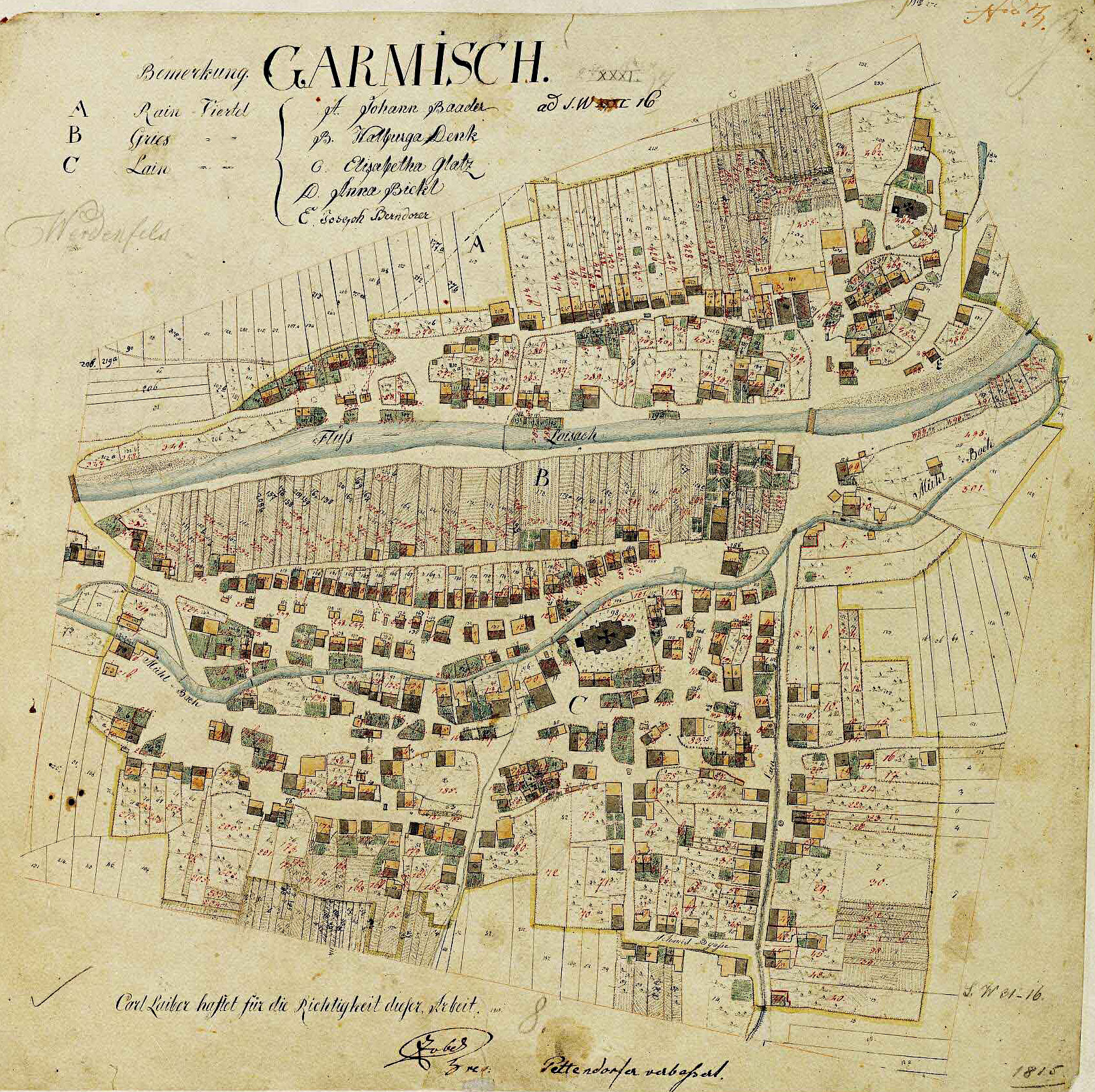
Ortskarte Garmisch 1815

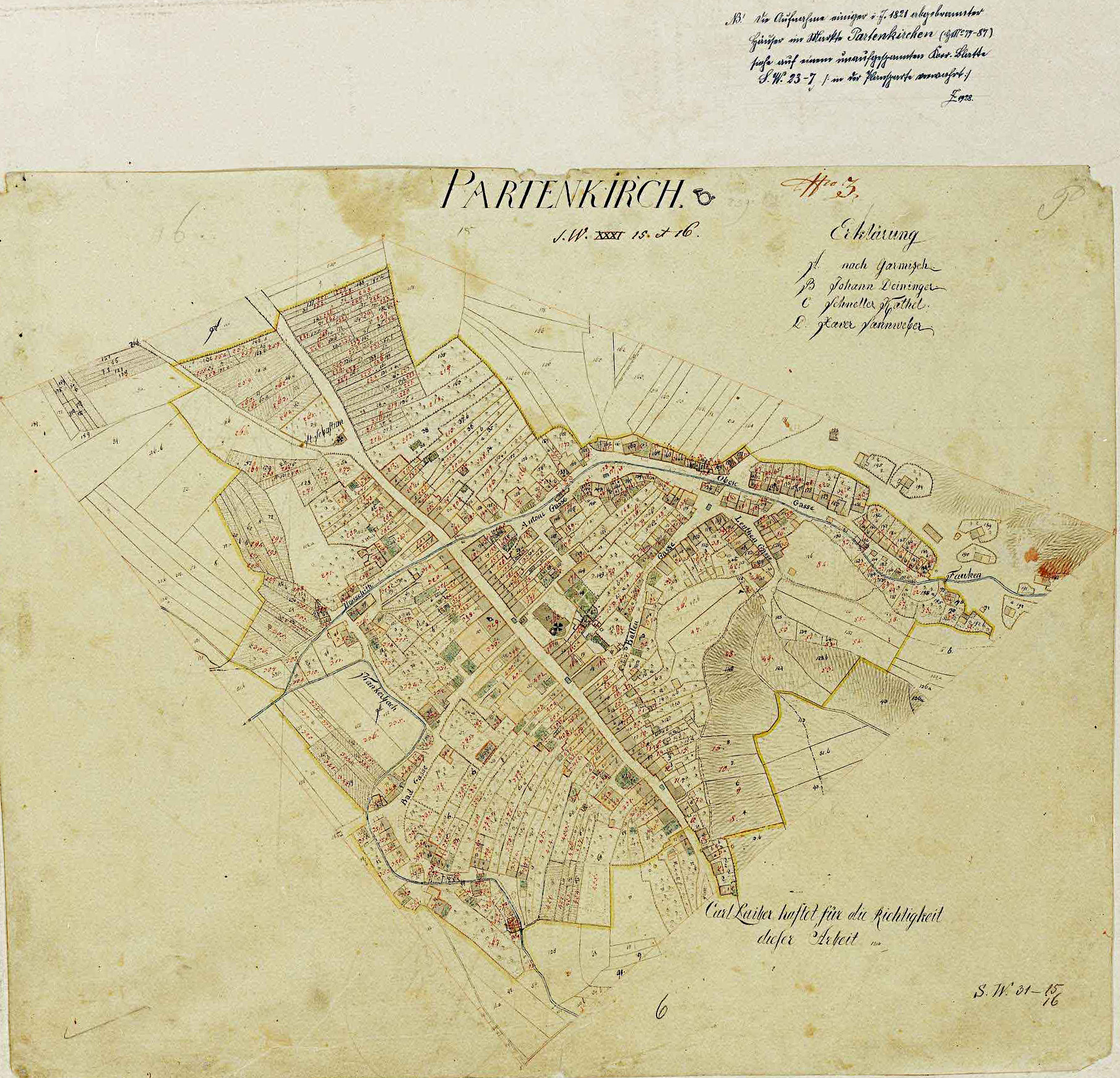
Ortskarte Partenkirchen 1814

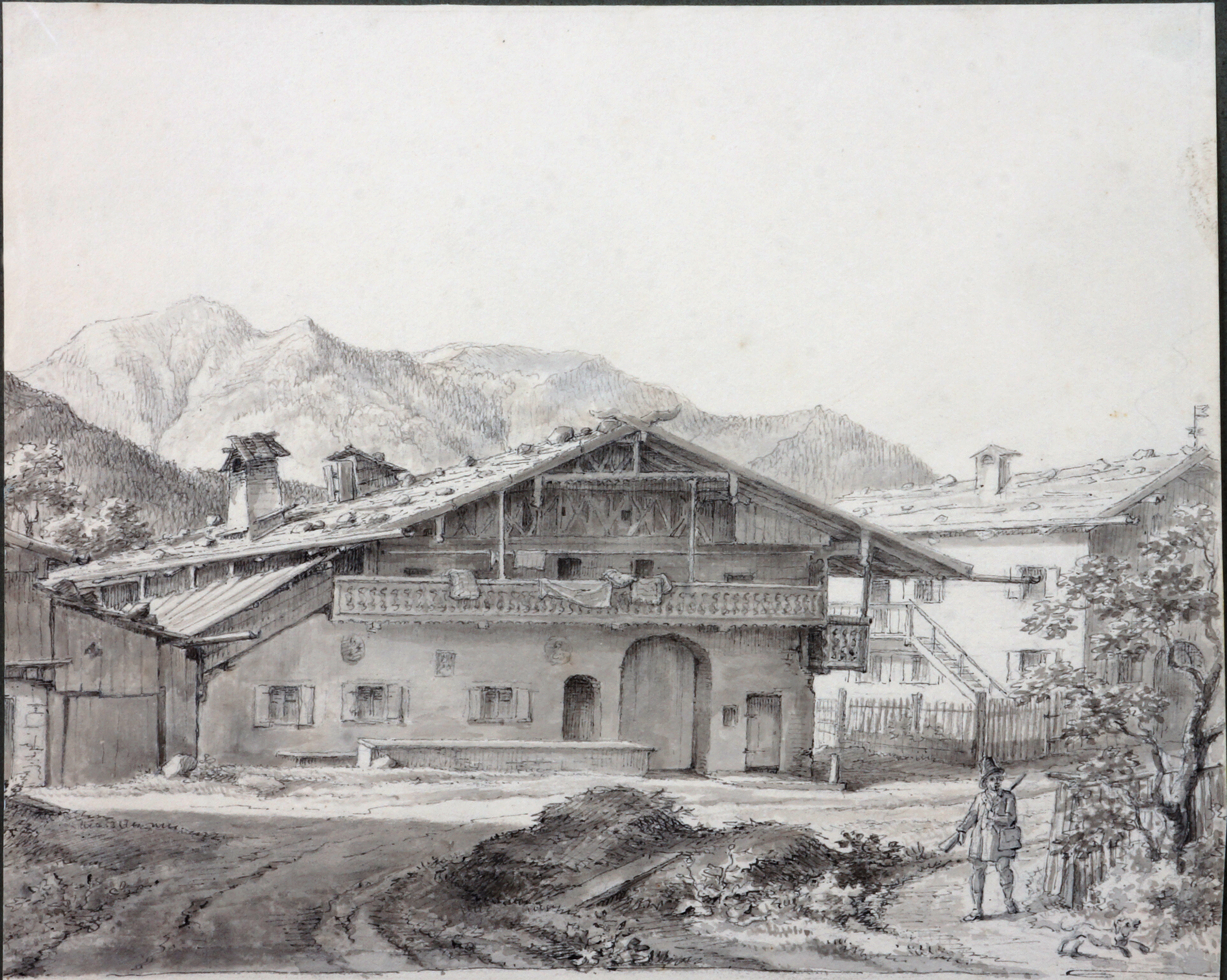
Gebäude der Badgasse in Partenkirchen. Zeichnung durch Kurgästin Electrina von Freyberg, 1839

### Bis zum 18. Jahrhundert
Partenkirchen geht auf die römische Reisestation „Partanum“ zurück. Diese lag an einem vorrömischen Handelsweg, einem Nebenzweig der am Lech entlangführenden Via Claudia, der nach der Eroberung des nördlichen Alpen- und Voralpenraumes durch Drusus und Tiberius im Jahr 15. v. Chr. ausgebaut wurde. Die Römer nannten die neue Straße „Via Raetia“, sie wurde 200 nach Christus gebaut und führte über den Brennerpass und Seefelder Sattel nach Augsburg. Die älteste erhaltene Urkunde, die Garmisch als Siedlung urkundlich erwähnt, trägt die Jahreszahl 802.
Der Freisinger Bischof Konrad I. von Tölz und Hohenburg erwarb Garmisch 1249 und Bischof Emicho 1294 Partenkirchen. Ab 1294 gehört die Grafschaft Werdenfels zum Hochstift Freising und blieb bis zur Säkularisation 1802/03 in geistlichem Besitz.
Im Hochmittelalter war Partenkirchen für die Fugger und Welser eine wichtige Station auf dem Weg nach Italien. Daraus resultierte ein wirtschaftlicher Aufschwung; der Ort blühte als Reise- und Handelsstation zwischen Augsburg und Venedig auf. Für Garmisch war die Flößerei auf der Loisach die Haupteinnahmequelle. Mit dem Dreißigjährigen Krieg verarmte die Region.

### 19. und 20. Jahrhundert
Im Jahre 1802 kam die Grafschaft Werdenfels zu Bayern. Garmisch und Partenkirchen erhielten 1818 mit dem bayerischen Gemeindeedikt ihre Selbstverwaltungsrechte wieder und blieben bis in das 20. Jahrhundert hinein zwei konkurrierende Marktgemeinden. Bereits zu Beginn des 19. Jahrhunderts war Partenkirchen ein Ort, der Kuraufenthalte anbot. Nach der Fertigstellung der Eisenbahnverbindung nach München im Jahr 1889 setzte eine Steigerung des Fremdenverkehrs ein. Die Bayerische Zugspitzbahn wurde in den Jahren 1928 bis 1930 in drei Abschnitten erbaut. Am 1. Januar 1935 schlossen sich die Marktgemeinden Garmisch und Partenkirchen wegen der im nachfolgenden Jahr stattfindenden IV. Olympischen Winterspiele (1936) unter massivem Druck der NSDAP zum Markt Garmisch-Partenkirchen zusammen. Mit 636 Teilnehmern aus 28 Staaten gab es 1936 bei den Winterspielen in Garmisch-Partenkirchen einen neuen Teilnehmerrekord. Nach Absage von Sapporo und St. Moritz sollten die V. Olympischen Winterspiele (1940) ebenfalls in Garmisch-Partenkirchen stattfinden, fielen aber wegen des Zweiten Weltkriegs aus.
Am 25. September 1935 begann die Zeit als Garnison der Wehrmacht mit dem ersten Spatenstich für die Jägerkaserne und später der Artilleriekaserne. Von 1960 bis 1994 wurde die 1. Gebirgsdivision (Bundeswehr) von Garmisch-Partenkirchen aus geführt. 1963 wurde hier auch das Gebirgsmusikkorps Garmisch-Partenkirchen stationiert.
Am 29. April 1945 wurde das unzerstört gebliebene Garmisch-Partenkirchen kampflos an die US-Armee übergeben. Nach 1945 wurden die Erholungseinrichtungen der US-Armee (später Armed Forces Recreation Center) am Ort von zahlreichen Einheiten genutzt. Darauf wurde u. a. im Herbst 1948 der Anstieg der Zahl der weiblichen Kurgäste um geschätzte 2500 zurückgeführt. 1954 wurde Garmisch-Partenkirchen Veranstaltungsort der Arlberg-Kandahar-Rennen.
Im Jahr 1978 fanden erstmals Alpine Skiweltmeisterschaften in Bayern statt; Austragungsort war vom 28. Januar bis 5. Februar 1978 Garmisch-Partenkirchen. Der Ort übernahm auch die Ausrichtung der Alpinen Skiweltmeisterschaften 2011. Zusammen mit München und Schönau am Königssee bewarb sich Garmisch-Partenkirchen erfolglos um die Olympischen Winterspiele 2018.
Durch ein Explosionsunglück infolge einer defekten Flüssiggasleitung am 27. Dezember 1986 im Sporthotel Rießersee starben elf Menschen.
Beim Eisenbahnunfall von Garmisch-Partenkirchen am 12. Dezember 1995 kam eine Person ums Leben, 51 wurden verletzt. Mindestens 59 Verletzte waren beim Eisenbahnunfall im Katzenstein-Tunnel am 10. Juni 2000 zu beklagen. Am 3. Juni 2022 kamen beim Eisenbahnunfall von Burgrain fünf Menschen ums Leben.

### Eingemeindungen
Die ursprünglichen Gemeinden Garmisch und Partenkirchen wurden am 1. Januar 1935 zwangsfusioniert.
Im Zuge der Gebietsreform in Bayern wurde am 1. Mai 1978 die Gemeinde Wamberg eingegliedert.

### Einwohnerentwicklung
Zwischen 1988 und 2018 wuchs der Markt von 25.908 auf 27.194 um 1286 Einwohner bzw. um 5 %.
| Jahr      | 1840  | 1871  | 1900  | 1925   | 1939   | 1950   | 1961   | 1970   | 1987   | 1991   | 1995   | 2000   | 2005   | 2010   | 2015   |
| Einwohner | 2.870 | 3.038 | 4.792 | 10.326 | 18.308 | 25.435 | 25.261 | 26.885 | 25.742 | 27.094 | 26.946 | 26.364 | 26.261 | 26.068 | 26.821 |

## Politik

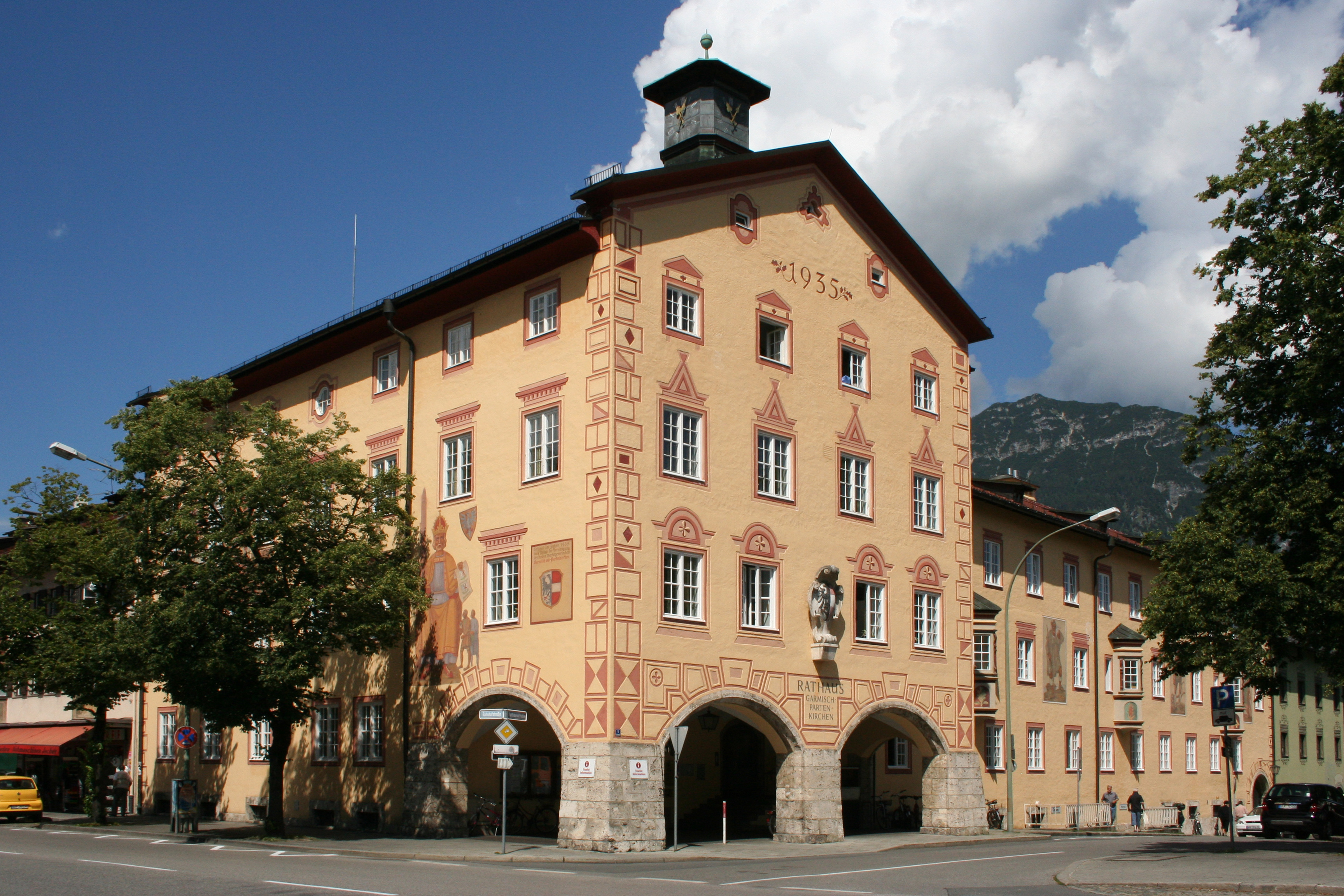
Das anlässlich der Zusammenlegung der Gemeinden Garmisch und Partenkirchen im Jahr 1935 errichtete Rathaus im Gemeindeteil Partenkirchen

Garmisch-Partenkirchen gilt als eine der traditionellen Hochburgen der CSU. Dies zeigt sich besonders bei Landtags- und Bundestagswahlen, bei denen sie teilweise über 70 % der Stimmen erreicht. In der Kommunalpolitik war die politische Kräfteverteilung in den ersten Nachkriegsjahrzehnten deutlich ausgeglichener. So stellte die SPD bis 1978 mit Georg Schütte und Philipp Schumpp insgesamt 20 Jahre lang den Ersten Bürgermeister. Auch die Bayernpartei war im Garmisch-Partenkirchner Gemeinderat zunächst stark vertreten und konnte zeitweise den Zweiten Bürgermeister stellen. Nach dem Niedergang der Bayernpartei konnte sich die CSU auch auf lokaler Ebene als bedeutendste Partei durchsetzen. So besaß sie seit 1972 die absolute Mehrheit im Gemeinderat und stellte von 1978 bis 2007 den Ersten Bürgermeister.

### Marktgemeinderat
Bei der Kommunalwahl am 2. März 2008 wurde die absolute Mehrheit der CSU erstmals seit 36 Jahren gebrochen. Stärkste politische Kraft wurde das Christlich Soziale Bündnis (CSB), das sich 2007 von der CSU abgespalten hatte. In der Amtszeit von 2008 bis 2014 stellte das CSB mit den Freien Wählern die Mehrheit im Marktgemeinderat sowie mit Daniela Bittner (CSB) und Hannes Krätz (FW) den 2. und 3. Bürgermeister.
Bei der Kommunalwahl am 16. März 2014 erreichten das CSB und die Freien Wähler zusammen nur noch zehn von 30 Sitzen und haben so die Mehrheit im Marktgemeinderat verloren. 2. Bürgermeister wurde Wolfgang Bauer (CSU); er übt das Amt hauptberuflich aus und hatte es schon 2002 bis 2008 inne. Das Amt des 3. Bürgermeisters wurde für 2014 bis 2020 nicht besetzt.
| Marktgemeinderatswahl 2020Wahlbeteiligung: 54,37 % 403020100 38,7 %17,6 %9,9 %9,6 %6,3 %5,3 %4,5 %4,4 %3,7 % CSUGrüneSPDFWCSBBPGP miteinanderAfDFDPGewinne und Verlusteim Vergleich zu 2014 %p 14 12 10 8 6 4 2 0 −2 −4 −6 −8−10−12−14−16+4,2 %p+12,5 %p−7,7 %p−0,6 %p−15,7 %p−0,3 %p+4,5 %p+4,4 %p−1,3 %pCSUGrüneSPDFWCSBBPGP miteinanderAfDFDP |  | Sitzverteilung im Marktgemeinderat von Garmisch-Partenkirchen 2020Insgesamt 30 Sitze - Grüne: 5 - SPD: 3 - CSB: 2 - GP miteinander: 1 - FW: 3 - BP: 2 - CSU: 12 - FDP: 1 - AfD: 1 |

| Partei / Liste                                                  | Wahl 2008     | Wahl 2008 | Wahl 2014     | Wahl 2014 | Wahl 2020     | Wahl 2020 |
| Partei / Liste                                                  | Stimmenanteil | Sitze     | Stimmenanteil | Sitze     | Stimmenanteil | Sitze     |
| --------------------------------------------------------------- | ------------- | --------- | ------------- | --------- | ------------- | --------- |
| CSU                                                             | 26,0 %        | 08        | 34,5 %        | 10        | 38,7 %        | 12        |
| Grüne                                                           | –             | 0–        | 05,1 %        | 02        | 17,6 %        | 05        |
| SPD                                                             | 14,5 %        | 04        | 17,6 %        | 05        | 09,9 %        | 03        |
| Freie Wähler                                                    | 15,0 %        | 05        | 10,2 %        | 03        | 09,6 %        | 03        |
| Christlich Soziales Bündnis – Bürger für Garmisch-Partenkirchen | 33,9 %        | 11        | 22,0 %        | 07        | 06,3 %        | 02        |
| Bayernpartei                                                    | 04,3 %        | 01        | 05,6 %        | 02        | 05,3 %        | 02        |
| Garmisch+Partenkirchen miteinander                              | 0–            | 0–        | 0–            | 0–        | 04,5 %        | 01        |
| AfD                                                             | 0–            | 0–        | 0–            | 0–        | 04,4 %        | 01        |
| FDP                                                             | 03,4 %        | 01        | 05,0 %        | 01        | 03,7 %        | 01        |
| ÖDP                                                             | 02,9 %        | –         | –             | –         | –             | –         |
| Gesamt                                                          | 100 %         | 30        | 100 %         | 30        | 100 %         | 30        |
| Wahlbeteiligung                                                 | 62,1 %        | 62,1 %    | 54,6 %        | 54,6 %    | 54,4 %        | 54,4 %    |

### Bürgermeister
Sigrid Meierhofer musste 2020 in einer Stichwahl gegen Elisabeth Koch antreten. Die Stichwahl gewann Koch mit 69,03 % der Stimmen.
| Jahre     | Name               | Partei    | Anmerkung                                   |
| --------- | ------------------ | --------- | ------------------------------------------- |
| 1935–1945 | Jakob Scheck       | NSDAP     | nicht demokratisch gewählt                  |
| 1945      | Franz Fux          | parteilos | kommissarisch                               |
| 1945–1946 | Georg Schütte      | SPD       | kommissarisch                               |
| 1946–1948 | Bernhard Lödermann | CSU       | erster demokratisch gewählter Bürgermeister |
| 1948–1952 | Georg Schütte      | SPD       |                                             |
| 1952–1956 | Josef Zwerger      | CSU       | erster direkt gewählter Bürgermeister       |
| 1956–1959 | Georg Schütte      | SPD       | verstarb am 23. Januar 1959 im Amt          |
| 1959–1966 | August Vogel       | CSU       | ab 1965 krankheitsbedingt beurlaubt         |
| 1966–1978 | Philipp Schumpp    | SPD       | seit 1965 amtierender Bürgermeister         |
| 1978–2002 | Toni Neidlinger    | CSU       |                                             |
| 2002–2014 | Thomas Schmid      | CSB       | bis 2007 CSU-Mitglied                       |
| 2014–2020 | Sigrid Meierhofer  | SPD       |                                             |
| 2020–     | Elisabeth Koch     | CSU       |                                             |

### Wappen
| Wappen von Garmisch-Partenkirchen | Blasonierung: „Gespalten von Silber und Rot; heraldisch rechts am Spalt ein halber, rot bewehrter schwarzer Adler, heraldisch links ein silberner Balken.“ |
| Wappen von Garmisch-Partenkirchen | |

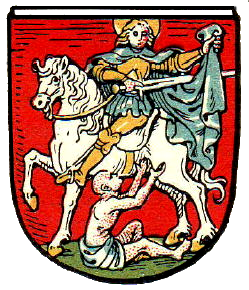
Ehemaliges Wappen von Garmisch
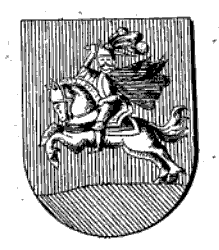
Ehemaliges Wappen von Garmisch
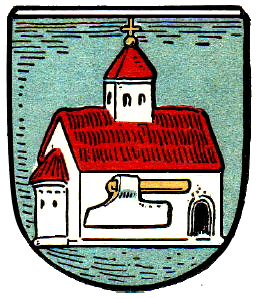
Ehemaliges Wappen von Partenkirchen
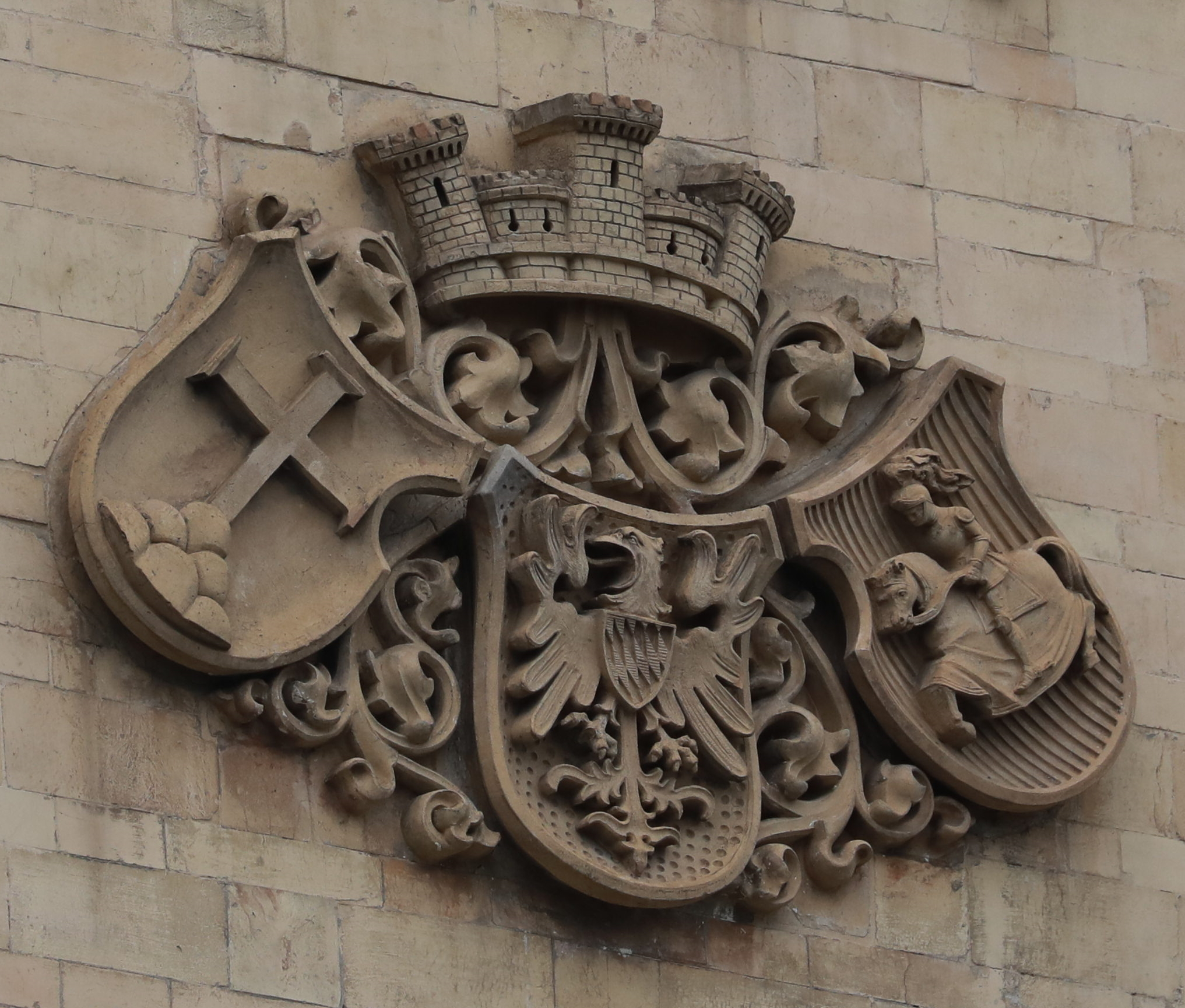
Ehemaliges Wappen von Garmisch (rechts) am Gebäude der Regierung von Oberbayern
Eschenlohe
Telfs

Mit der Gemeindezusammenlegung 1935 gab sich die Gemeinde ein Wappen, das an keines der beiden Wappen der Vorgängergemeinden anschloss. Man entschied sich, das Wappen der Grafen zu Eschenlohe zu zitieren, das auch die Gemeinden Eschenlohe und Telfs führen. Dies folgte der widerlegten Annahme, die Grafen zu Eschenlohe seien Herren der Grafschaft Werdenfels gewesen, die das heutige Gemeindegebiet enthielt. Tatsächlich ist die Grafschaft Werdenfels historisch jünger als damals betrachtet, sodass die Eschenloher niemals deren Besitzer waren. Am 3. Dezember 1935 wurde das Wappen mit folgender Beschreibung genehmigt: Das Wappen besteht aus einem gespaltenen Schild, rechts in Silber ein halber schwarzer Doppeladler rot bewehrt, links ein silberner Querbalken in rotem Feld.
Das Wappen der ehemals selbstständigen Gemeinde Garmisch zeigte nach einem Siegel des Jahres 1487 in rot den Heiligen Martin zu silbernen Pferde, seinen Mantel einem Armen bzw. Bettler zuteilend. Um das Jahr 1800 verschwand der Bettler aus dem Wappenschild – das Wappen von Garmisch zeigte nur noch den Heiligen Martin mit erhobenem Schwert.

### Gemeindepartnerschaften
Garmisch-Partenkirchen hat drei Partnerstädte:
- Aspen, seit 1966
- Chamonix, seit 1973
- Lahti, seit 1987

Es handelt sich in allen Fällen um bedeutende Zentren des Skisports.

## Kultur und Sehenswürdigkeiten

### Kunst und Kultur
Um die Mitte des 19. Jahrhunderts entdeckten Maler wie Lorenz Quaglio, Heinrich Bürkel, Christian Morgenstern und Max Josef Wagenbauer Garmisch-Partenkirchen. Mit der Eisenbahnverbindung nach München ab 1889 kamen zunehmend Künstler wie Ernst Kreidolf und Wilhelm Balmer.
Auch international gewann Garmisch-Partenkirchen um die Wende des 19. auf das 20. Jahrhundert an Renommee. So komponierte Edward Elgar hier 1895 seine Songs from the Bavarian Highlands und der Generalmusikdirektor Hermann Levi ließ sich 1900 von Emanuel von Seidl und Adolf von Hildebrand seine Villa erbauen, in der Cosima Wagner oft logierte. Der Schriftsteller Josef Ruederer nahm für sein bekanntestes Stück Die Fahnenweihe das Posthotel Partenkirchen als Motiv, der Maler Max Beckmann fuhr in Partenkirchen gerne Ski. Der Philosoph Ernst Bloch heiratete in Garmisch und entwickelte hier die Grundgedanken für sein Hauptwerk. Zu nennen ist auch der Schweizer Schriftsteller Walther Siegfried und seine Frau, die Konzertsängerin Helene Siegfried.
1908 ließ sich Richard Strauss vom Erlös seiner Oper Salome in Garmisch eine Villa erbauen, die auch von Emanuel von Seidl gestaltet wurde. Strauss bewohnte sie bis zu seinem Tod im Jahr 1949 und schrieb dort unter anderem den Rosenkavalier und die Alpensinfonie.
Nach dem Ersten Weltkrieg erlebte Garmisch eine sehr mondäne Phase. Literaten wie Kurt Tucholsky, Karl Kraus, Erich Kästner oder Lion Feuchtwanger, dessen Schlüsselroman Erfolg in München und Garmisch-Partenkirchen spielt, wohnten, feierten und arbeiteten in den Hotels und Künstlerpensionen wie der legendären Pension Nirvana, wo u. a. auch der Schriftsteller Heinrich Mann und der surrealistische Maler Edgar Ende, der Vater des Schriftstellers Michael Ende, logierten. Arthur Schnitzler kam nach Partenkirchen, um den Schauspieler Albert Steinrück zu besuchen. In dessen Haus Zufriedenheit trafen sich Jakob Wassermann, Richard Beer-Hofmann, Kasimir Edschmid und Henny Porten. Auch das Garmischer Haus der Opernsängerin Fritzi Massary und des Schauspielers und Regisseurs Max Pallenberg war Treffpunkt von Berühmtheiten ihrer Zeit wie Max Reinhardt, Hugo von Hofmannsthal und Alfred Polgar. Der Maler Alexander Kanoldt richtete eine Malschule ein.
Während der NS-Zeit trafen sich hier prominente NSDAP-Funktionäre zur Sommerfrische und zum Winterurlaub. Ende April 1945 besetzten US-Truppen (10. US-Panzerdivision zusammen mit der 103. US-Infanteriedivision) kampflos die Stadt, die damals auch Lazarettstadt war. Nach dem Zweiten Weltkrieg war der Nachtclub Casa Carioca mit seinen opulenten Tanz- und Eisrevuen ein Anziehungspunkt für Schauspieler wie Errol Flynn, Richard Burton oder Elizabeth Taylor. Auf der Bühne standen dort Swing- und Jazzgrößen.
Häufig wird Garmisch-Partenkirchen als Drehort für Fernsehserien (z. B. Löwengrube, Drehbuchautor: Willy Purucker, Die Garmisch-Cops) und Kinofilme (z. B. Schwere Jungs, Regie: Marcus H. Rosenmüller) genutzt.

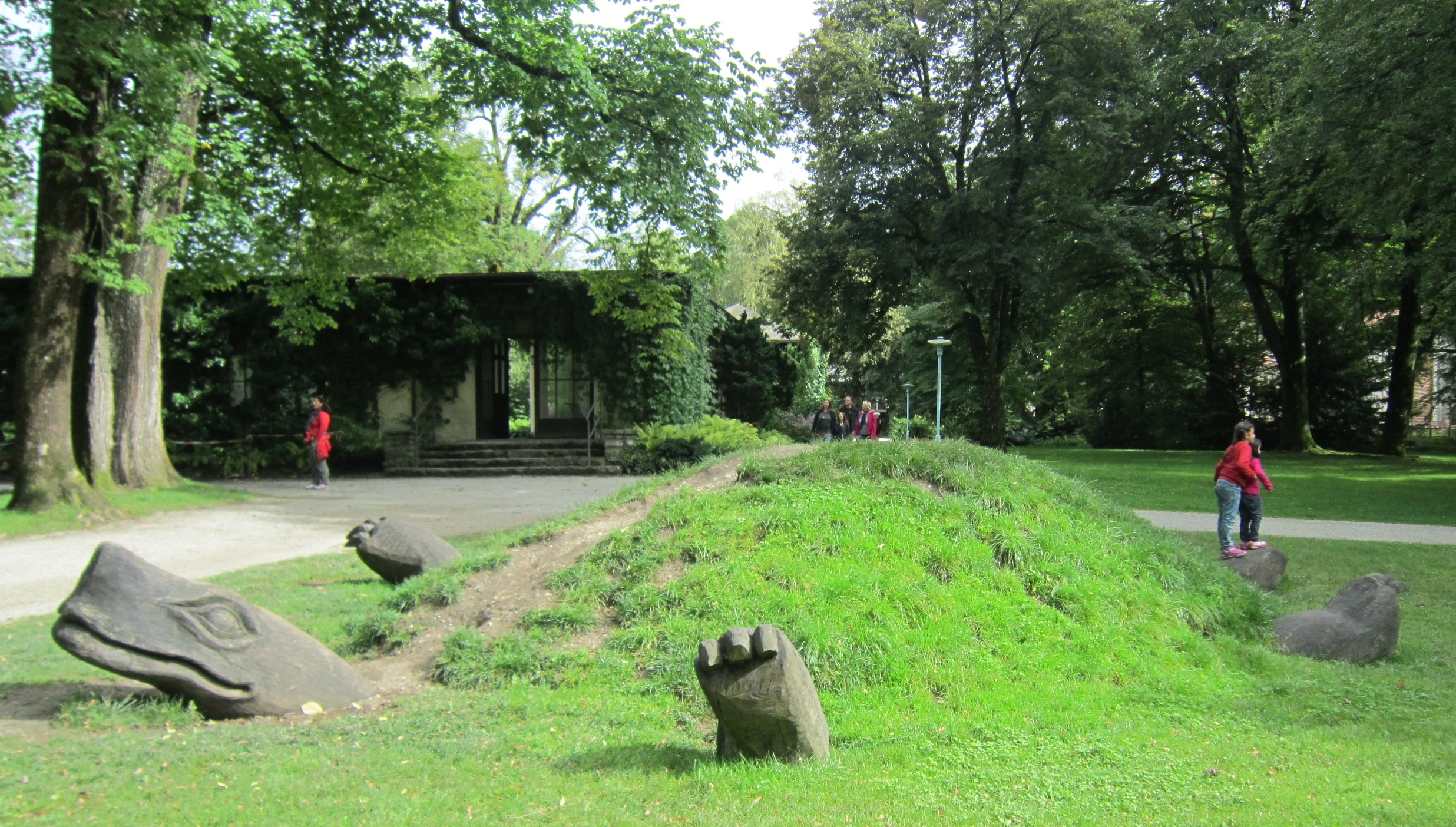
Skulptur der uralten Morla im Michael-Ende-Kurpark

Zu Ehren des gebürtigen Garmisch-Partenkircheners Michael Ende wurde im Jahr 2009 der Garmischer Kurpark in Michael-Ende-Kurpark umbenannt. In dem Park befinden sich Skulpturen zu Werken des Autors sowie (im Kurhaus) ein Museum, in dem unter anderem eine Dauerausstellung über das Leben und Werk Endes untergebracht ist.
Weitere kulturell bedeutsame Einrichtungen Garmisch-Partenkirchens sind das Richard-Strauss-Institut (seit 1999), das Museum Aschenbrenner (seit 2006), die Fachschulen für Holz und Gestaltung des Bezirks Oberbayern (seit 1869) und das vom Landkreis unterhaltene Museum Werdenfels. Feste Repertoire-Bühne des Ortes ist das seit 1949 bestehende Kleine Theater, traditionelle Unterhaltung bietet seit 1892 das Partenkirchner Bauerntheater, Kabarett und Kleinkunst veranstaltet seit 1986 der Verein Kulturbeutel e. V., Show und Entertainment offeriert seit 2007 die Reihe Cabaret Royale in der Spielbank. Das kulturelle Sommerprogramm prägen alljährlich das Richard-Strauss-Festival, die Konzertreihe Musik im Park und der Kultursommer Garmisch-Partenkirchen. Die Musikkapelle Garmisch ist ein lokales Orchester.
Bildende Kunst in Wechselausstellungen zeigt die Galerie des Marktes. Der Akademische Verein Künstlerbund Garmisch-Partenkirchen e. V. und die Werdenfelser Künstler e. V. nehmen aktiv am Ausstellungsleben teil.

### Sehenswürdigkeiten

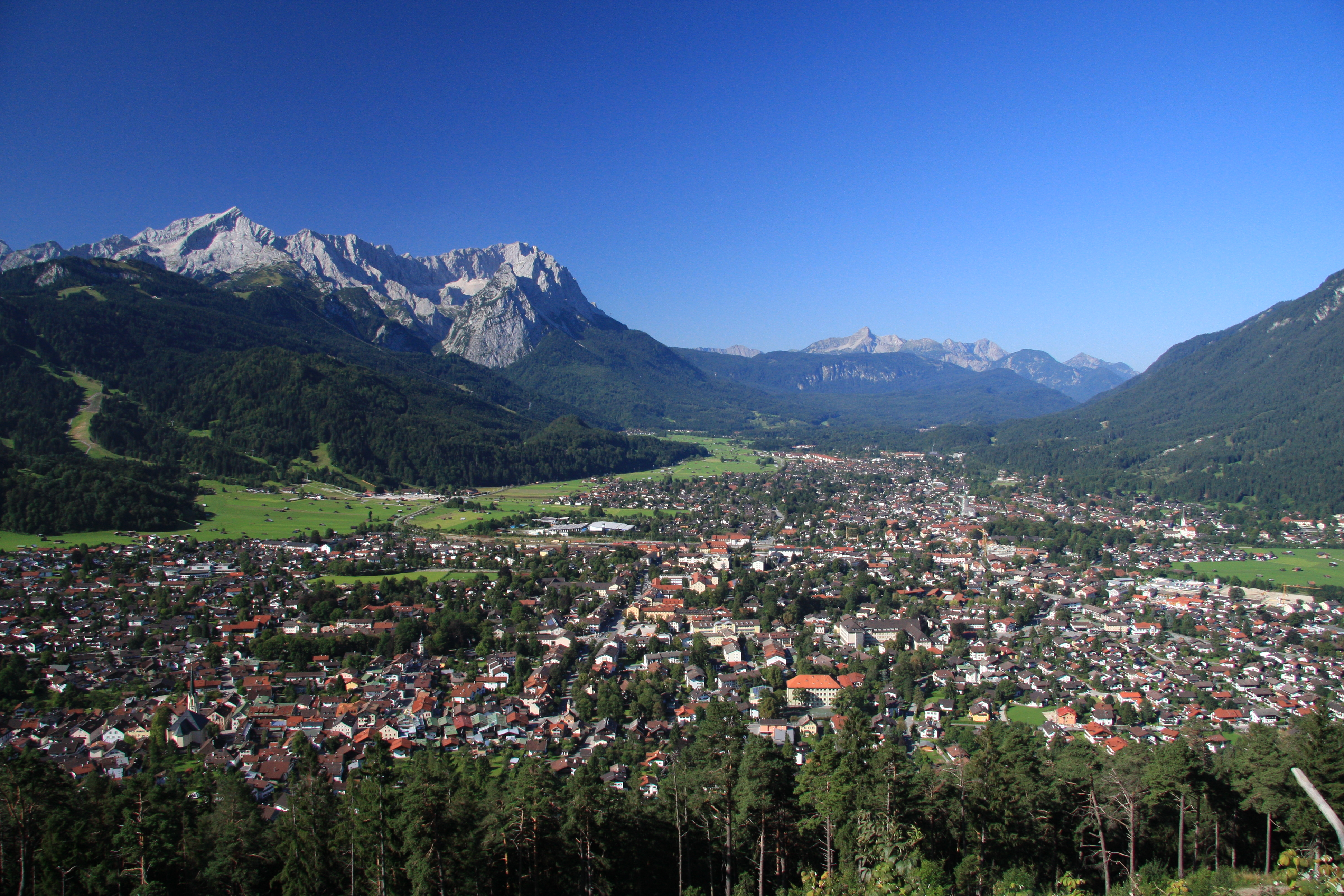
Garmisch-Partenkirchen von Osten mit Alpspitze, Zugspitze und Daniel

#### Landschaftliche Sehenswürdigkeiten
- Wettersteingebirge u. a. mit Zugspitze und Alpspitze
- Estergebirge u. a. mit Wank
- Ammergauer Alpen u. a. mit Kramerspitze
- Partnachklamm
- Riessersee
- Pflegersee
- Großer Ahorn bei Wamberg

#### Architektur

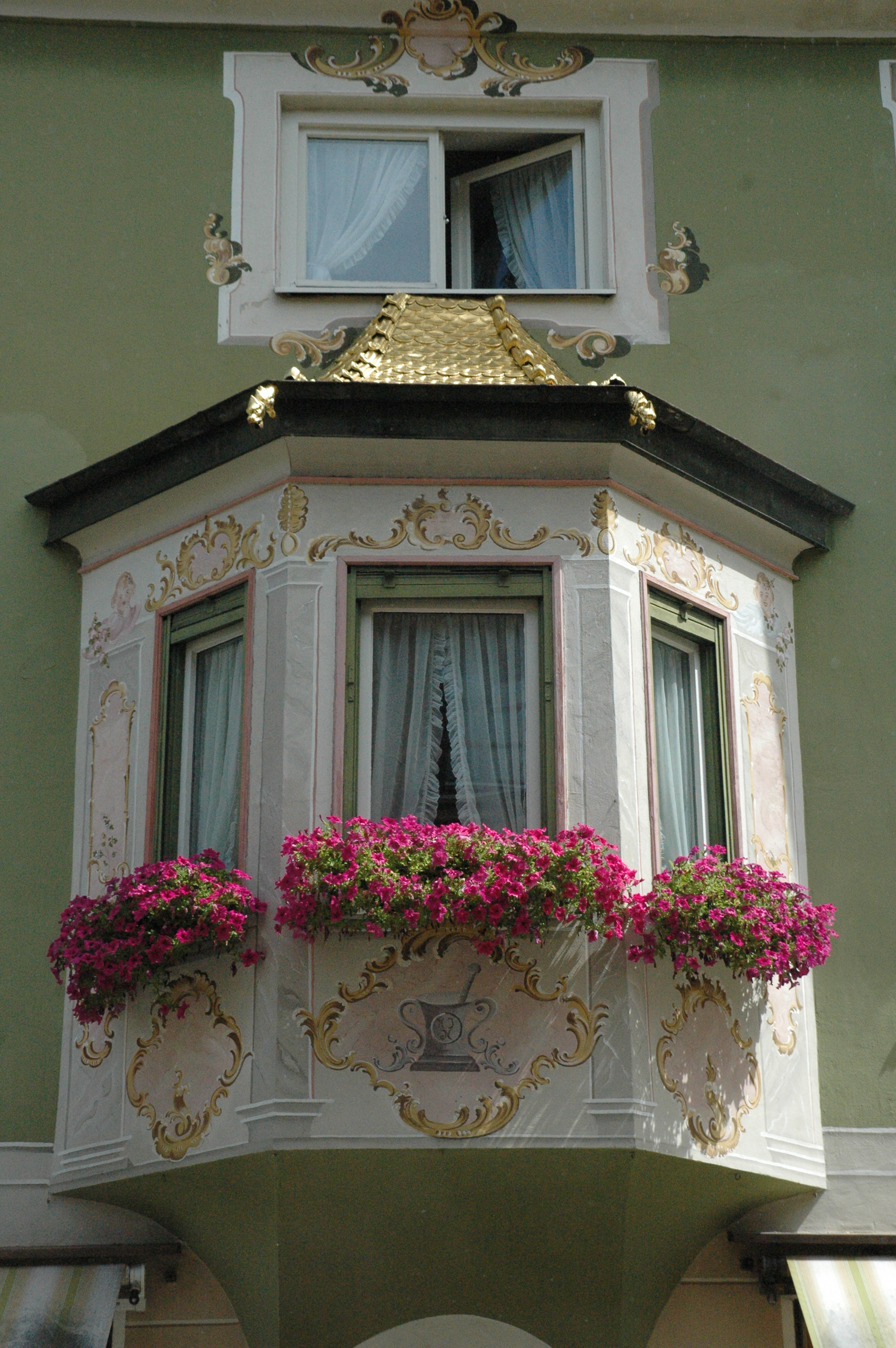
Erker an der historischen Ludwigstraße, Partenkirchen

- Burgruine Werdenfels, in Burgrain, die dem Werdenfelser Land seinen Namen gab
- Königshaus am Schachen von Ludwig II.
- Alte Pfarrkirche St. Martin
- Pfarrkirche St. Martin
- Wallfahrtskirche St. Anton (Partenkirchen)
- Neugotische Pfarrkirche Maria Himmelfahrt
- Sebastianskirche
- Kongresshaus Garmisch-Partenkirchen
- Museum Aschenbrenner
- Richard-Strauss-Institut
- Spielbank Garmisch-Partenkirchen
- Olympia-Skistadion mit der neuen großen Olympiaschanze
- Historische Ludwigstraße

### Sport

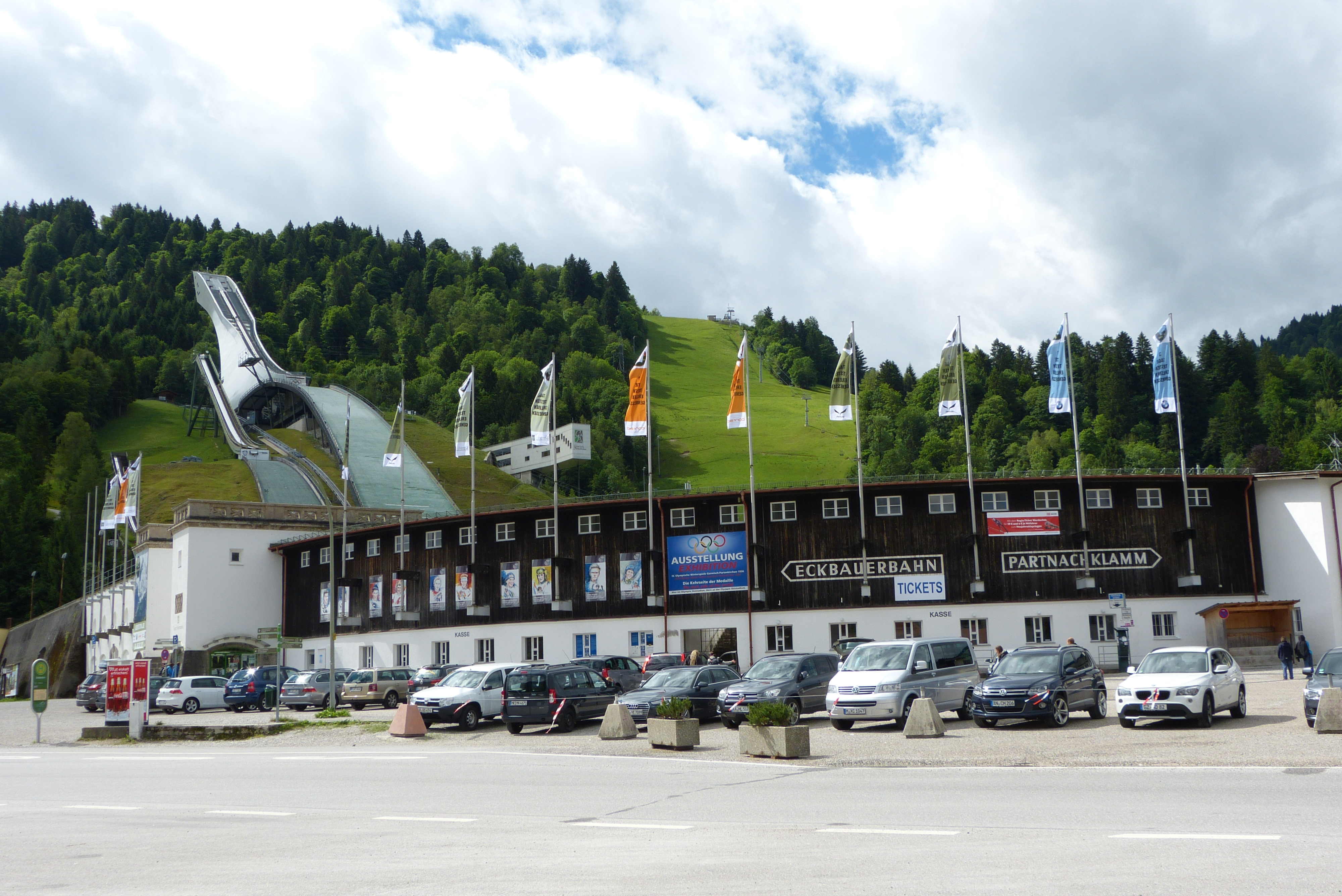
Olympia-Skistadion von außen

In Garmisch-Partenkirchen hat der Wintersport eine lange Tradition. Hauptsächlich ist Garmisch-Partenkirchen durch mehrere alpine Skigebiete und das Olympia-Skistadion mit der Großen Olympiaschanze bekannt. Des Weiteren gibt es eine Eissporthalle in Garmisch-Partenkirchen. Früher gab es für den Rodelsport in Garmisch-Partenkirchen auch eine Naturbobbahn, die Olympia-Bobbahn Rießersee, deren Verlauf teilweise heute noch zu erkennen ist.

#### Ski Alpin
Es gibt in Garmisch-Partenkirchen mehrere alpine Skigebiete, wobei die Skigebiete Zugspitze, Garmisch Classic und am Gudiberg aufgrund ihrer Geschichte und ihrer Lage am bekanntesten sind.
- Zugspitze: Das Skigebiet rund um die Zugspitze (2962 m) ist Deutschlands höchstgelegenes und einziges Gletscherskigebiet am Schneeferner. Es wird umgeben von Schneefernerkopf (2874 m) und Wetterwandeck (2698 m). Mit der Seilbahn Zugspitze liegt dort auch eine Seilbahn, die mit 1945 m den weltweit größten Höhenunterschied innerhalb einer Sektion hat.
- Garmisch Classic: Das größte der örtlichen Skigebiete mit dem Namen Garmisch Classic liegt an Osterfelderkopf (2057 m), Kreuzjoch (1719 m) und dem Kreuzeck (1651 m).
- Gudiberg- und Eckbauerlift: Am Gudiberg ist die Weltcup Slalomstrecke. Seit 2007 ist der Slalom nach einem Umbau verlängert und endet im Zielstadion der Skisprungschanze, dem Olympiastadion.

Alpine Skiwettbewerbe:
Der Alpine Skiweltcup trägt jedes Jahr unterschiedliche Rennen auf den Pisten von Garmisch-Partenkirchen aus. Als traditionelle und häufig genutzte Rennstrecke für Abfahrt, Super-G und Riesenslalom hat sich die Kandahar Skipiste am Kreuzeck im Weltcup etabliert. Ein Slalom findet seit einiger Zeit erstmals wieder im Skiweltcup 2020/21 am Gudiberg statt.
Neben den alpinen Skiwettbewerben im Rahmen der Olympischen Winterspiele von 1936 wurden zwei Alpine Skiweltmeisterschaften in Garmisch-Partenkirchen ausgetragen (Ski-WM 1978, Ski-WM 2011). Für die Bewerbung der Ski-WM 2011 hatte sich der Markt gegen das österreichische Schladming durchgesetzt, nachdem die Bewerbung für die Ski-WM 2009 gegen das französische Val-d’Isère unterlegen war.
Seit 1954 ist Garmisch-Partenkirchen neben St. Anton am Arlberg, Mürren, Chamonix, und Sestriere ein Austragungsort der Arlberg-Kandahar-Rennen. Diese Rennen waren auch namensgebend für die Kandahar Skipiste in Garmisch.

#### Skispringen
In Garmisch-Partenkirchen findet alljährlich am Gudiberg auf der Großen Olympiaschanze der 2. von vier Wettbewerben der Vierschanzentournee statt (1. Oberstdorf, 3. Innsbruck und 4. Bischofshofen). Des Weiteren fanden Skisprung-Wettbewerbe des Continental-Cup oder des FIS Cup auf der Schanze statt.
Im Jahre 1936 wurden hier Skisprungwettbewerbe der Olympischen Winterspiele ausgetragen.

#### Olympiabewerbung 2018 und 2022
Garmisch-Partenkirchen trat gemeinsam mit München und Schönau am Königssee als offizieller Kandidat für die Olympischen Winterspiele 2018 an, unterlag jedoch bei der Abstimmung am 6. Juli 2011. Der Versuch, eine Bewerbung für die Olympischen Winterspiele 2022 auf den Weg zu bringen, scheiterte am 10. November 2013, als in einem Bürgerentscheid im Markt fast 52 % gegen die Bewerbung stimmten.

#### Inklusion
2021 bewarb sich die Stadt als Host Town für die Gestaltung eines viertägigen Programms für eine internationale Delegation der Special Olympics World Summer Games 2023 in Berlin. 2022 wurde sie als Gastgeberin für Special Olympics Thailand ausgewählt. Damit wurde sie Teil des größten kommunalen Inklusionsprojekts in der Geschichte der Bundesrepublik mit mehr als 200 Host Towns.

#### Weitere Sportereignisse
Medigames: Im Sommer 2008 war Garmisch-Partenkirchen zum zweiten Mal Austragungsort der Medigames.
Wildwasserrennsport: Auf der nahe gelegenen natürlichen Wildwasserstrecke der Loisach fanden bereits dreimal (1985, 1998, 2004) Weltmeisterschaften im Kanu-Wildwasserrennsport statt.
Eishockey: Der SC Riessersee wurde zehnmal Deutscher Meister. Benannt wurde der Club nach der historischen Spielstätte, dem Riessersee, einem künstlich angelegten See südlich von Garmisch im Wettersteingebirge. Neben dem SCR gibt es in Garmisch noch den SC Garmisch-Partenkirchen, den EV Mittenwald und den TSV Farchant. Früher gab es noch den EV Garmisch.
Handball: Größter Erfolg der Handballer des TSV Partenkirchen war 1964 die Südbayerische Meisterschaft und der damit verbundene Aufstieg in die zweitklassige Handball-Bayernliga. Die Handballabteilung nimmt mit neun Mannschaften am Spielbetrieb des Bayerischen Handball-Verbandes (BHV) teil. Der TSV Partenkirchen ist ein Spartenverein der fünfzehn Sportarten anbietet.
Hornschlitten: Jedes Jahr am Dreikönigstag (6. Januar) wird auf dem Weg zur Partnachalm, der von der Straße zwischen Skistadion und Partnachklamm abzweigt, die bayerische Meisterschaft im Hornschlittenfahren ausgetragen.

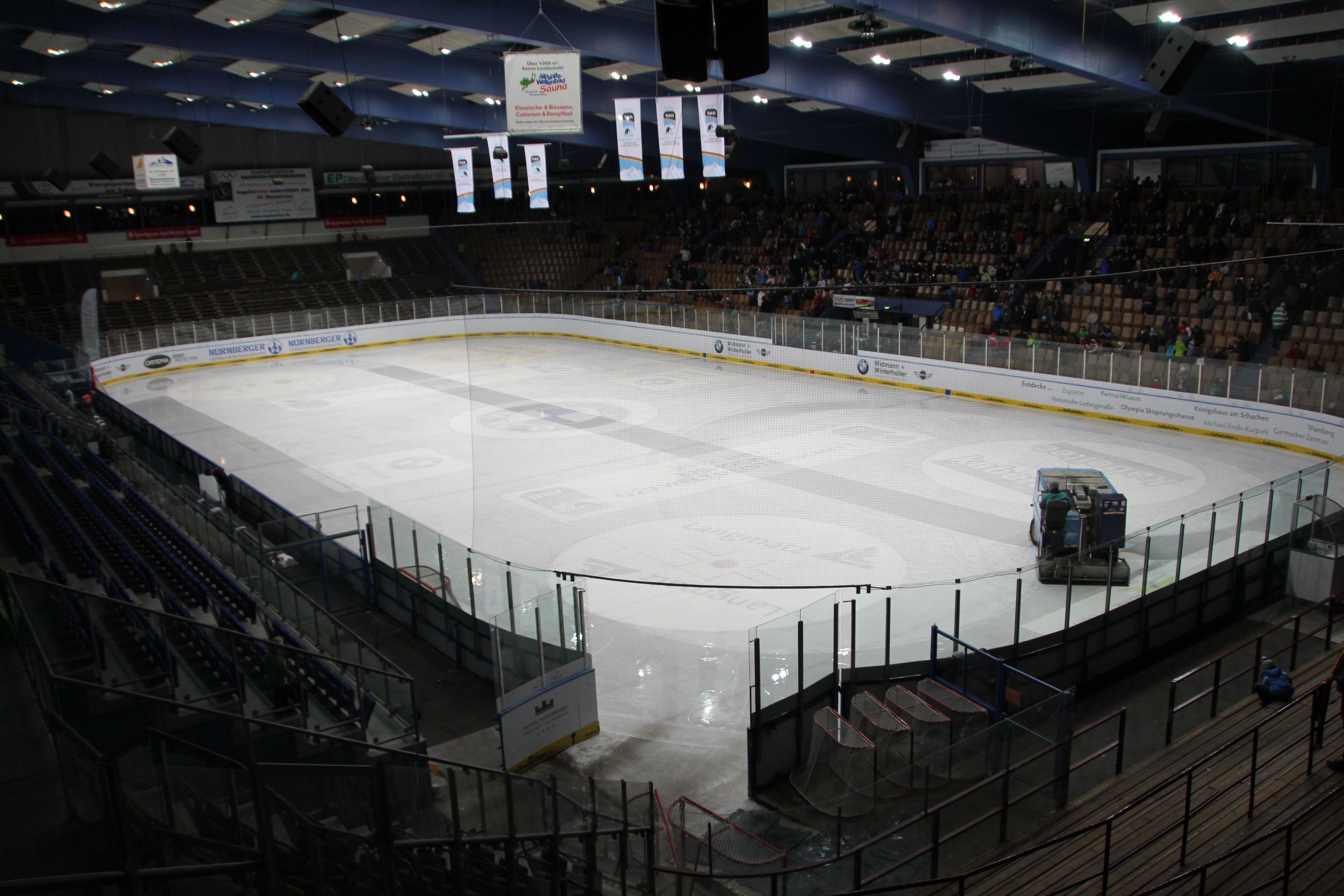
Olympia-Eissport-Zentrum Garmisch-Partenkirchen von Südosten nach Nordwesten

Mountainbike: Garmisch-Partenkirchen ist unter Mountainbikern ein beliebter Startort für Transalp-Touren. Viele dieser Touren führen von Garmisch-Partenkirchen zum Gardasee oder zur Po-Ebene. Die Albrecht-Route ist beispielsweise eine Mountainbike-Strecke, die in sieben Tagen durch diverse Hochgebirgsregionen nach Torbole führt. Technisch und konditionell etwas leichter ist die historisch interessante Via Claudia Augusta zu bewältigen, zu der auch von Garmisch aus ein Zuweg für Radfahrer existiert.
Schutzhütte: Die 1887 gegründete Sektion Garmisch-Partenkirchen des Deutschen Alpenvereins als größter Sportverein in Garmisch-Partenkirchen mit 9.135 Mitgliedern (Stand: 31. Dezember 2024) betreibt sieben alpine Schutzhütten und die DAV-Boulderhalle Garmisch-Partenkirchen.

### Regelmäßige Veranstaltungen
- 1. Januar – Neujahrsspringen im Rahmen der Vierschanzentournee
- 6. Januar – Bayerische Meisterschaft im Hornschlittenrennen
- Januar/Februar/März – FIS Alpiner Ski Weltcup
- Anfang Februar – Zuschauerfahrten im historischen 3er-Bob auf der Olympia-Bobbahn am Riessersee
- Anfang Februar – historisches Bobrennen auf der Olympia-Bobbahn am Riessersee
- Februar – Pond Hockey Cup
- 30. April – Georgimarkt in Partenkirchen
- Juni – Zugspitz Ultratrail
- Juni – Richard-Strauss-Festival
- Juli erstes Wochenende – BMW Motorrad Days
- 15. Juli – Weiße Nacht
- Juli / August Festwochen in Garmisch und Partenkirchen
- 26. August – Bergfestival am Wank
- 1. September – Kino am Wank
- September viertes Wochenende – Straßen.Kunst.Festival Partenkirchen

## Wirtschaft und Infrastruktur
Die Wirtschaftsstruktur der Gemeinde ist überwiegend durch den Tourismus geprägt. Zudem ist Garmisch-Partenkirchen ein beliebter Altersruhesitz, was einerseits Kaufkraft in die Gemeinde bringt, aber auch mit Problemen wie überdurchschnittlicher Nachfrage nach Pflegeleistungen verbunden ist.
Aus der Erbschaft des Ehepaars Günther und Ingeborg Leifheit erhielt die Stadt 50 Millionen Euro als Stiftungsvermögen mit der Auflage, sie für alte und pflegebedürftige Einwohner zu verwenden. Die Gemeinde eröffnete 2023 das Bildungszentrum für Gesundheitsberufe Longleif mit dem Träger  Caritas und dem Partner Technische Universität München.

### Garnison
Das George C. Marshall Europäisches Zentrum für Sicherheitsstudien, das U.S. Army Russian Institute ist in den Sheridan-Barracks und der Artillerie-Kaserne untergebracht.

### Verkehr

#### Straßenverkehr
Von Norden ist Garmisch-Partenkirchen aus Landsberg am Lech und Oberammergau über die Bundesstraße 23 (B 23) und aus Richtung München über die Bundesstraße 2 (B 2) zu erreichen. Die B 2 nimmt ca. 15 km nördlich bei Eschenlohe zusätzlich den Verkehr der Bundesautobahn 95 (A 95) aus München auf. Richtung Westen verläuft die B 23 weiter durch das Tal der Loisach nach Österreich, geht in die Ehrwalder Straße über und trifft bei Lermoos auf die Fernpassstraße, die das Oberinntal über den Fernpass mit Reutte und Füssen verbindet. Die B 2 verläuft nach Osten weiter Richtung Mittenwald, Seefeld und Innsbruck.
Die Lage an diesen wichtigen Straßenverbindungen bringt für den Markt erhebliche Verkehrsbelastungen mit sich. An schönen Tagen führen Durchgangs- und Ausflugsverkehr häufig zu kilometerlangen Staus im Ortskern. Dass eine Fahrt z. B. vom Farchanter Tunnel zum Skigebiet Kreuzeck/Alpspitze bis zu einer Stunde dauert, ist keine Seltenheit. Daher wurde immer wieder gefordert, die Planungen für den Kramertunnel und den Wanktunnel voranzutreiben. Am 27. Juli 2010 nahm Ministerpräsident Horst Seehofer mit dem parlamentarischen Staatssekretär im Bundesverkehrsministerium Andreas Scheuer am feierlichen Spatenstich für die Ortsumgehung Garmisch-Partenkirchen mit Kramertunnel teil. Die neue Bundesstraße 23 mit dem 3,6 Kilometer langen Kramertunnel soll die Verkehrsbelastung von Garmisch mindestens um die Hälfte reduzieren. Die geplante Ortsumgehung ist eine der teuersten Straßenbaumaßnahmen in Bayern und sollte nach Prognosen aus dem Jahr 2010 mehr als 133 Millionen Euro kosten. Im Jahr 2013 waren die errechneten Kosten bereits auf 176 Millionen Euro gestiegen.
Nach weiteren Verzögerungen und einem ergänzenden Planfeststellungsverfahren wurde am 19. September 2017 die erneute Baufreigabe erteilt. Der Auftrag für den Weiterbau des Tunnels wurde am 29. Juli 2019 vergeben. Anfang 2020 begann der Tunnelvortrieb. Die bis dato errechneten Kosten sind auf 263,6 Millionen Euro angestiegen. Stand 2025 werden die Kosten auf nunmehr 405,4 Millionen Euro beziffert.

#### Schienenverkehr

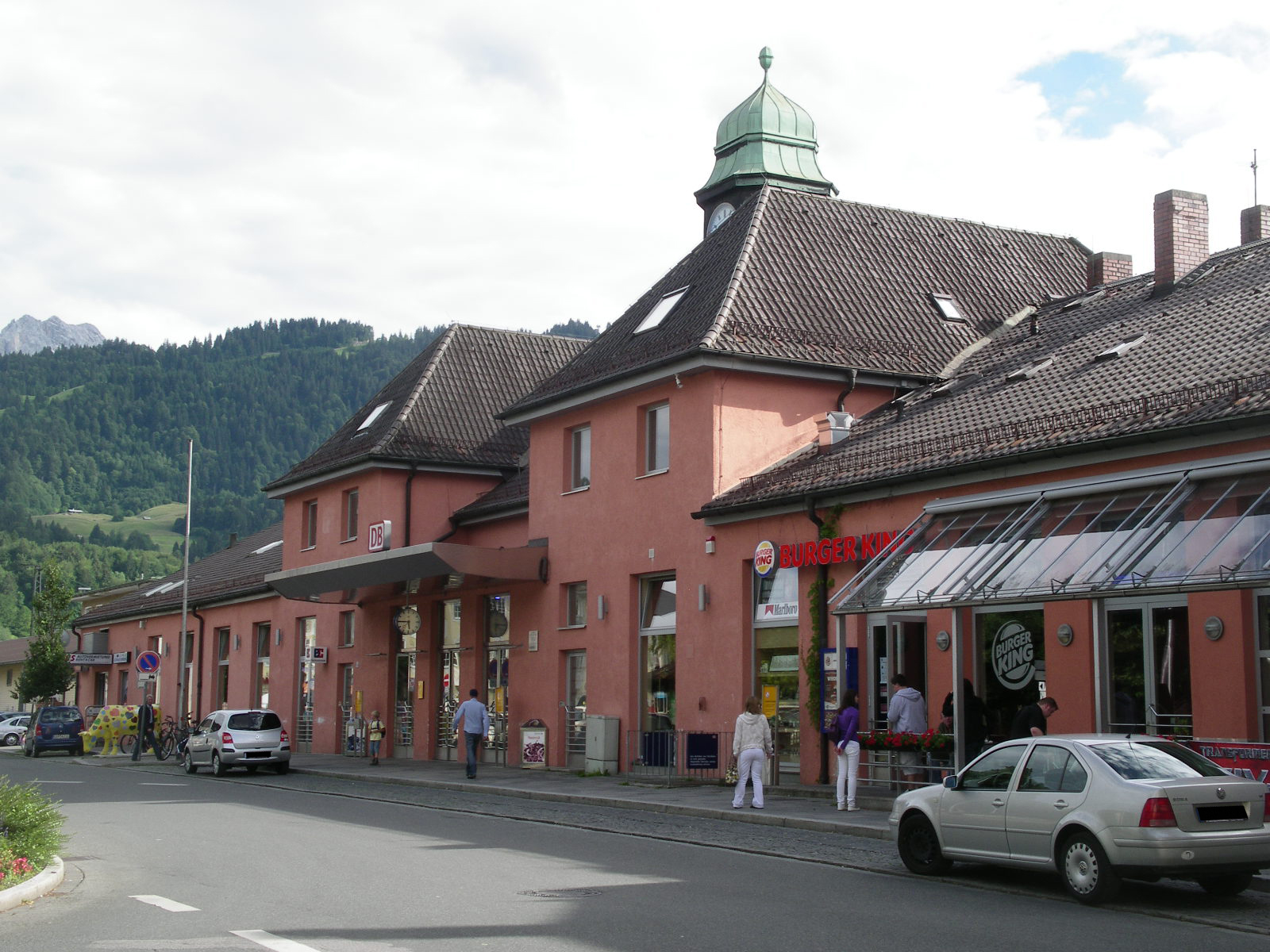
Empfangsgebäude des Bahnhofs Garmisch-Partenkirchen

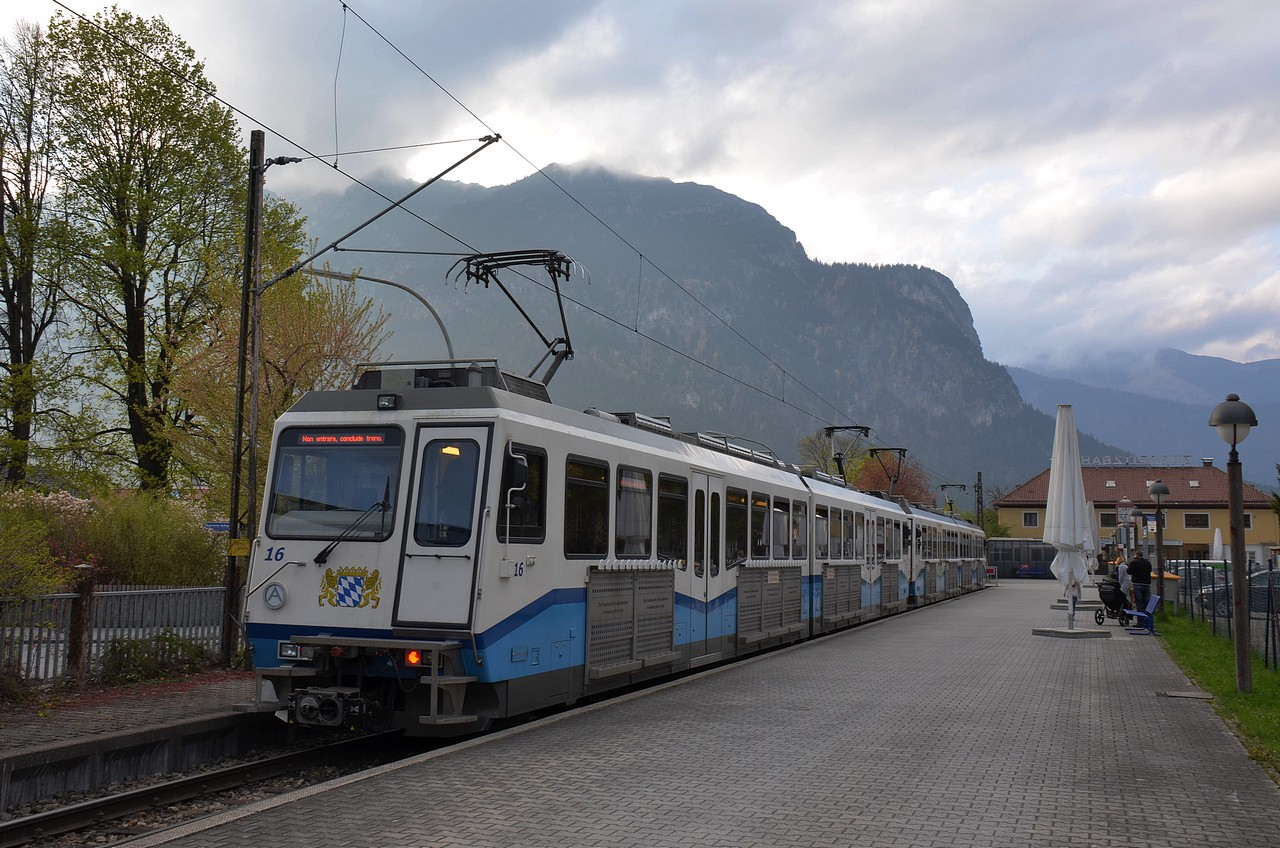
Bayerische Zugspitzbahn in Garmisch-Partenkirchen

Der Bahnhof Garmisch-Partenkirchen liegt an der Bahnstrecke München–Garmisch-Partenkirchen und an der Mittenwaldbahn (Garmisch–Mittenwald–Innsbruck). Außerdem ist es der Ausgangspunkt der Außerfernbahn nach Reutte in Tirol und Kempten (Allgäu) und der Bayerischen Zugspitzbahn. Stündlich verkehren Regionalzüge nach München und Mittenwald und zweistündlich nach Innsbruck und Reutte mit Anschluss nach Kempten.
Zudem fahren auch einzelne speziell auf Urlaubsreisende zugeschnittene Fernverkehrszüge, beispielsweise ICEs nach Berlin, Hamburg, Dortmund, Bremen und Innsbruck. Nach Garmisch-Partenkirchen ist seit dem 18. Februar 2006 ein Intercity-Express des Typs ICE 1 benannt.

#### Öffentlicher Personennahverkehr
Die Gemeindewerke Garmisch-Partenkirchen betreiben ein Ortsbusnetz mit den Linien 1 bis 5, den „grünen Bus“. Zusätzlich verkehrt eine nummernlose Regionalbus-Linie der Eibsee-Verkehrsgesellschaft (EVG) von Partenkirchen über Garmisch zum Eibsee, „weiß-blauer Bus“ genannt. Innerhalb des Landkreises Garmisch-Partenkirchen besteht im Rahmen der Verkehrsgemeinschaft Garmisch-Partenkirchen eine Tarifkooperation zwischen Ortsbussen und Regionalbussen.

#### Seilbahnen
Garmisch-Partenkirchen verfügt über folgende Seilbahnen (alphabetisch sortiert):
- Eckbauerbahn
- Graseckbahn
- Hausbergbahn
- Kreuzeckbahn
- Wankbahn

Die Seilbahn Zugspitze, die Alpspitzbahn und die Hochalmbahn befinden sich ganz oder teilweise auf Grainauer Flur. Daneben finden sich in den Skigebieten mehrere Liftanlagen.

### Öffentliche Einrichtungen
- Alpenforschungsinstitut
- Institut für Meteorologie und Klimaforschung
- Justizvollzugsanstalt Landsberg am Lech, Außenstelle Garmisch-Partenkirchen
- Kinderrheumaklinik, DZKJR
- Klinikum Garmisch-Partenkirchen
- Lech-Mangfall-Kliniken am Klinikum Garmisch-Partenkirchen
- Amtsgericht Garmisch-Partenkirchen
- George C. Marshall Europäisches Zentrum für Sicherheitsstudien
- Spielbank Garmisch-Partenkirchen

### Bildung
- Werdenfels-Gymnasium
- St.-Irmengard-Gymnasium
- St.-Irmengard-Realschule
- St.-Irmengard-Fachoberschule
- Staatliche Wirtschaftsschule Garmisch-Partenkirchen
- Zugspitz-Realschule
- Grundschule Burgrain
- Mittelschule am Gröben
- Mittelschule und Grundschule Partenkirchen
- Berufsfachschule für Kinderkranken- und Krankenpflege
- Private Schule für Kranke am Deutschen Zentrum für Kinder- und Jugendrheumatologie
- Schulen für Holz und Gestaltung des Bezirks Oberbayern:
  - Berufsfachschule für Schreiner
  - Berufsfachschule für Holzbildhauer
  - Meisterschule für Schreiner
  - Fachakademie für Raum- und Objektdesign
  - Krippenbauschule
- Berufsfachschule (IT) Kaufmännische Assistenten

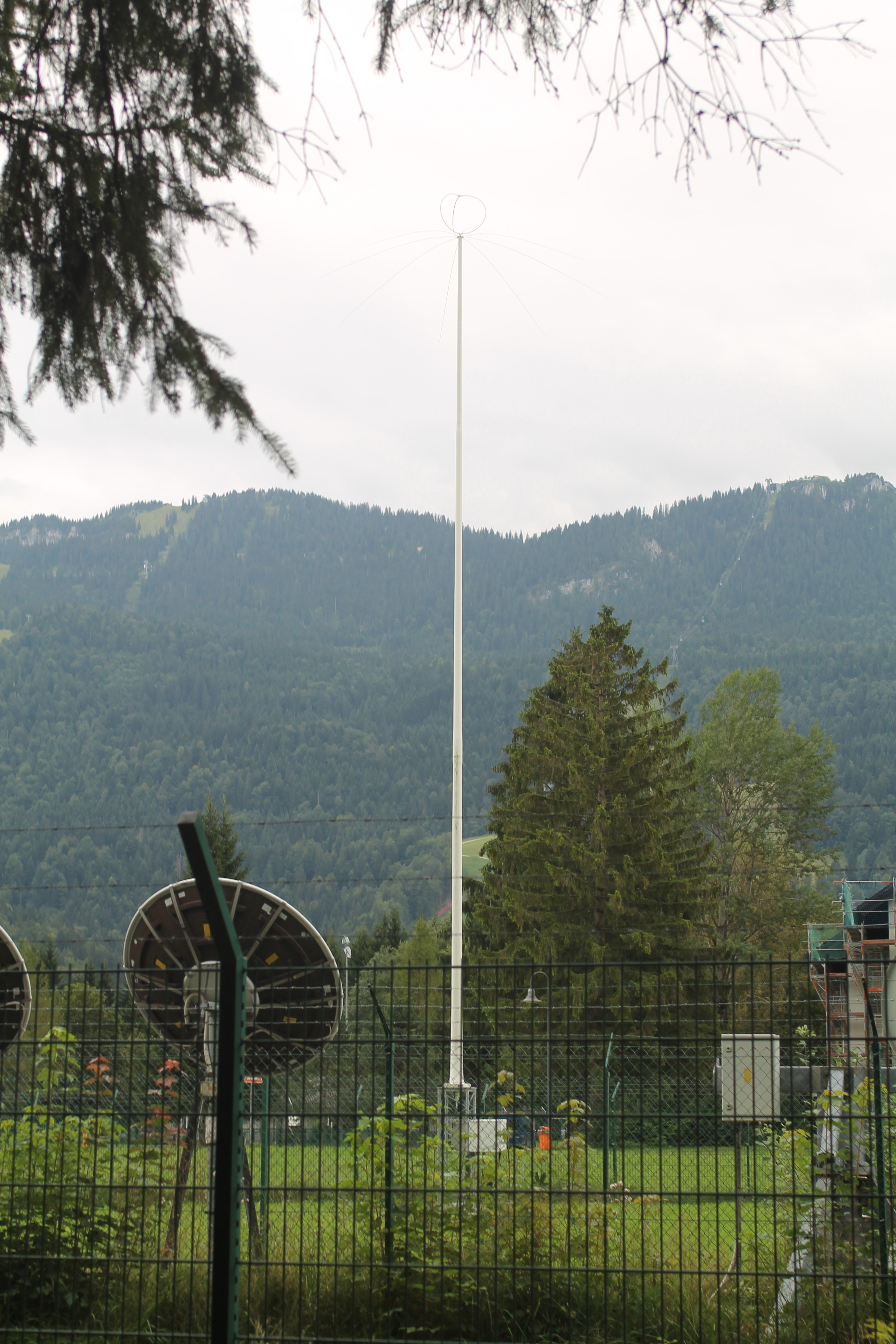
AFN-Mittelwellensender Garmisch-Partenkirchen

### Medien
Der Münchner Merkur hat einen Ableger mit dem Titel Garmisch-Partenkirchner Tagblatt. Diese Tageszeitung wird in folgende Talregionen aufgeteilt:
- Garmisch-Partenkirchen und Region
- Murnau und Region
- Ammertal
- Mittenwald und Oberes Isartal

Die Wochenzeitung Kreisbote wird in Garmisch-Partenkirchen und Umgebung in der Wochenmitte und am Wochenende kostenlos verteilt. Dieser Verlag ist mit einer Geschäftsstelle vertreten.
Von Garmisch-Partenkirchen aus sendet der Lokalsender Radio Oberland. Der AFN sendet von Garmisch-Partenkirchen auf 90,3 MHz im UKW-Band und auf 1485 kHz im Mittelwellenband (Senderstandort: 47°28'58"N 11°3'20"E).

## Persönlichkeiten

### Söhne und Töchter der Gemeinde
In chronologischer Reihenfolge:
- Ferdinand Barth (1842–1892), Künstler
- Max Schultze (1845–1926), Architekt und Naturschützer
- Joseph Wackerle (1880–1959), Bildhauer
- Friedrich Cammerer (1882–1963), Jurist, Leiter des bayerischen Rechnungshofes
- Friedrich Rebhan (1882–1946), Landrat im Landkreis Roding
- Edwin Hermann Henel (1883–1953), Gebrauchsgraphiker
- Franz Kreisel (1890–1960), Fußballtorhüter, Eishockeyspieler, -trainer, -schiedsrichter
- Karl Schwabe (1897–1937), Sportpilot
- Martin Neuner (1900–1944), deutscher Skispringer und Nordischer Kombinierer
- Joseph Grasegger (1900–1967), Verwaltungsjurist und Landrat (NSDAP)
- Karl Neuner (1902–1949), deutscher Nordischer Kombinierer
- Franz Xaver Schmid (1905–1992), Bergsteiger
- Georg Kiste (1908–1997), Künstler
- Bernhard Schmidt (1909–2008), Ingenieur und Manager
- Matthias Wörndle (1909–1942), Skilangläufer und -bergsteiger
- Franz Klarwein (1914–1991), Opernsänger
- Käthe Grasegger (1917–2001), Skirennläuferin
- Walter Schmidinger (1919–1979), ehemaliger Eishockeyspieler
- Anton Biersack (1927–2007), Eishockeyspieler
- Michael Ende (1929–1995), Schriftsteller
- Max Schwabe (1929–1970), Chef der Bavaria Fluggesellschaft
- Johannes Leismüller (* 1936), Bildhauer
- Gustav Ehmck (1937–2024), Filmregisseur, Drehbuchautor und Filmproduzent
- Konrad Bader (1939–2025), deutscher Brigadegeneral
- Wolfgang Krieger (* 1940), Mathematiker
- Thomas Weil (* 1944), Architekt, Designer und Künstler
- Heinz-Werner Geisenberger (* 1945), Autor und Regisseur
- Hans-Henning Horstmann (* 1945), Diplomat
- Georg Kink (* 1949), Eishockeyspieler und -trainer
- Gertrud Koch (* 1949), Filmwissenschaftlerin und Hochschullehrerin
- Stephan Lermer (* 1949), Psychotherapeut und Coach
- H. Dieter Neumann (* 1949), Schriftsteller
- Christian Neureuther (* 1949), Skirennläufer
- Hans-Joachim Stuck (* 1951), Autorennfahrer
- Matthias Maurer (* 1952), Eishockeyspieler
- Joachim Reitner (* 1952), Paläontologe, Hochschullehrer für Geobiologie
- Rudolf Stark (* 1952), Eishockeyspieler
- Martin Wild (* 1952), Eishockeyspieler und -trainer
- Werner Albrecht (* 1953), Fußballspieler
- Jörg Maurer (* 1953), Kabarettist und Autor
- Martin Hinterstocker (* 1954), Eishockeyspieler und -trainer
- Franz Reindl (* 1954), Eishockeytrainer und -funktionär
- Willy Klüter (* 1955), Komponist und Musikproduzent
- Peter Gailer (* 1956), Eishockeyspieler und -trainer
- Angelika Hofer (1957–2016), Verhaltensforscherin und Buchautorin
- Herbert Heinrich (1958–2025), Eishockeyspieler
- Wolfgang Hartmann (* 1959), Skispringer und Skisprungtrainer
- Elisabeth Koch (* 1962), Politikerin, Bürgermeisterin Garmisch-Partenkirchens
- Peter Rappenglück (* 1962), Schauspieler
- Joseph „Peppi“ Heiß (* 1963), Eishockeytorwart
- Armin Bittner (* 1964), Skirennläufer
- Stefan Glowacz (* 1965), Profi-Bergsteiger und Extrem-Kletterer
- Rüdiger Metsch (* 1965), Eishockeyspieler
- Andrea Schöpp (* 1965), Curlerin
- Monika Wagner (* 1965), Curlerin
- Patrick Scales (* 1965), Musiker
- Billi Bierling (* 1967), Bergsteigerin
- Martin Scales (* 1967), Komponist und Musiker
- Anton Raubal (1968–2024), Eishockeyspieler und -trainer
- Georg Büttel (* 1969), Regisseur und Autor
- Christof Oefelein (* 1970), Kameramann
- Florian Wörner (* 1970), Weihbischof in Augsburg
- Sebastian Bezzel (* 1971), Schauspieler
- Georg Gailer (* 1971), Eishockeyspieler
- Thorsten Schmugge (* 1971), Fußballspieler
- Stephan Wagner (* 1971), Rechtswissenschaftler
- Josef Lehner (* 1972), Eishockeyspieler
- Christina Fellner (* 1973), Eishockeyspielerin
- Uwe Sunde (* 1973), Ökonom
- Andreas Raubal (* 1974), Eishockeyspieler und -trainer
- Xaver Hoffmann (* 1974), Snowboarder
- Angela Hundsdorfer (* 1974), Schauspielerin, Regisseurin und Theaterpädagogin
- Peter Lieb (* 1974), Militärhistoriker
- Matthias Olof Eich (* 1975), Regisseur und Drehbuchautor
- Stefan Stankalla (* 1975), Skirennläufer
- Carolin Schairer (* 1976), Autorin
- Daniel Lang (* 1977), deutsch-britischer Filmemacher
- Leonardo Conti (* 1978), Eishockeytorhüter
- Harti Wild (* 1979), Eishockeytorwart
- Martina Beck (* 1979), Biathletin
- Sebastian Buchwieser (* 1979), Eishockeyspieler und -trainer
- Christoph Klotz (1979–2010), Eishockeyspieler
- Christian Mayr (* 1979), Eishockeyspieler und -trainer
- Anton-Florian Bader (* 1981), Eishockeyspieler
- Benedikt Dorsch (* 1981), Tennisspieler
- Peter Strodl (* 1982), Skirennläufer
- Franziska Reindl (* 1982), Eishockeyspielerin
- Thomas Gödtel (* 1983), Eishockeyspieler
- Christoph Walter (* 1983), Schauspieler, Kabarettist und Autor
- Andreas Tobias (* 1984), Schauspieler
- Felix Neureuther (* 1984), Skirennläufer
- Maria Höfl-Riesch (* 1984), Skirennläuferin
- Florian Vollmer (* 1984), Eishockeyspieler
- Rudolf Schwarz (* 1985), Naturbahnrodler
- Magdalena Neuner (* 1987), Biathletin
- Andreas Strodl (* 1987), Skirennläufer
- Susanne Riesch (* 1987), Skirennläuferin
- Duygu Ulusoy (* 1987), deutsch-türkische Skirennläuferin
- Martin Buchwieser (* 1989), Eishockeyspieler
- Martin Hinterstocker (* 1989), Eishockeyspieler
- Matthias Mayr (* 1989), Eishockeyspieler
- Monica Hübner (* 1990), Skirennläuferin
- Miriam Gössner (* 1990), Biathletin
- Vincenz Mayer (* 1990), Eishockeyspieler
- Felix Schoft (* 1990), Skispringer
- Veronika Gratz (* 1992), Fußballspielerin
- Marcus Weber (* 1992), Eishockeyspieler
- Laura Dahlmeier (1993–2025), Biathletin und Bergsteigerin
- Florian Gruber (* 1993), Kitesurfer
- Niklas Bachsleitner (* 1996), Freestyle-Skier
- Hanna Kebinger (* 1997), Biathletin
- Christoph Körner (* 1997), Eishockeyspieler
- Max Kislinger (* 1998), Eishockeyspieler
- Lukas Koller (* 1999), Schauspieler und Synchronsprecher
- Antonia Wiedemann (* 1999), Theater- und Filmschauspielerin
- Kilian Märkl (* 2000), Skispringer
- Anna-Maria Rieder (* 2000), Ski-Alpin-Behindertensportlerin
- Annika Morgan (* 2002), Snowboarderin
- Selina Grotian (* 2004), Biathletin

### Persönlichkeiten, die im Ort lebten oder wirkten
In chronologischer Reihenfolge:
- Hermann Levi (1839–1900), Dirigent und Pianist
- Richard Fester (1860–1945), Historiker
- Julian Marcuse (1862–1942), Arzt, Sanatoriumsleiter, Sozialhygieniker
- Richard Strauss (1864–1949), Komponist
- Raffael Schuster-Woldan (1870–1951), Maler und Hochschullehrer
- Franz Mikorey (1873–1947), Dirigent und Komponist
- Fritz Müller-Partenkirchen (1875–1942), Schriftsteller
- Carl Reiser (1877–1950), Kunstmaler
- Ernst Hugo Correll (1882–1942), Filmproduzent
- Victoria zu Bentheim und Steinfurt (1887–1961), Architektin
- Avery Brundage (1887–1975), IOC-Präsident
- Wilhelm Fahrmbacher (1888–1970), General
- Margarete zur Bentlage (1891–1954), Schriftstellerin
- Oskar Mulley (1891–1949, lebte ab 1934 in Garmisch), Maler
- Mathieu Ahlersmeyer (1896–1979), Opernsänger
- Friedrich Herzfeld (1897–1967), Kapellmeister, Musikschriftsteller
- Margarete Aurin (1897–1989), Montessori-Pädagogin
- Albrecht Haushofer (1903–1945), Geograph, Diplomat, Schriftsteller
- Edgar Ende (1901–1965), Maler
- Josef Rixner (1902–1973), Komponist
- Adolf Wilhelm Ziegler (1903–1989), römisch-katholischer Theologe, Kirchenhistoriker und Hochschullehrer
- Ernst Baier (1905–2001), Eiskunstläufer
- Franz Mikorey (1907–1986), Bildhauer
- Cuno Fischer (1914–1973), Maler
- Rudi Gering (1917–1998), Skispringer und Unternehmer
- Erich Zeller (1920–2001), Eiskunstläufer
- Maxi Baier (1920–2006), Eiskunstläuferin
- Gerhard Stolze (1926–1979), Tenor
- Otto Schily (* 1932), Politiker
- Einhard Bezzel (1934–2022), Ornithologe
- Rolf Kalmuczak (1938–2007), Schriftsteller
- Heide Simonis (1943–2023), Politikerin
- Otto Bennewitz (* 1946), Radrennfahrer, Kürschnermeister
- Tom Krey (* 1947), deutscher Maler
- Rosi Mittermaier (1950–2023), Skiläuferin
- Harald Helfrich (* 1966), Regisseur, Schauspieler, Autor
- George Kink (* 1982), Eishockeyspieler
- Marcus Kink (* 1985), Eishockeyspieler
- Stella Heiß (* 1993), Curlingspielerin

## Bildergalerie

### Historisch

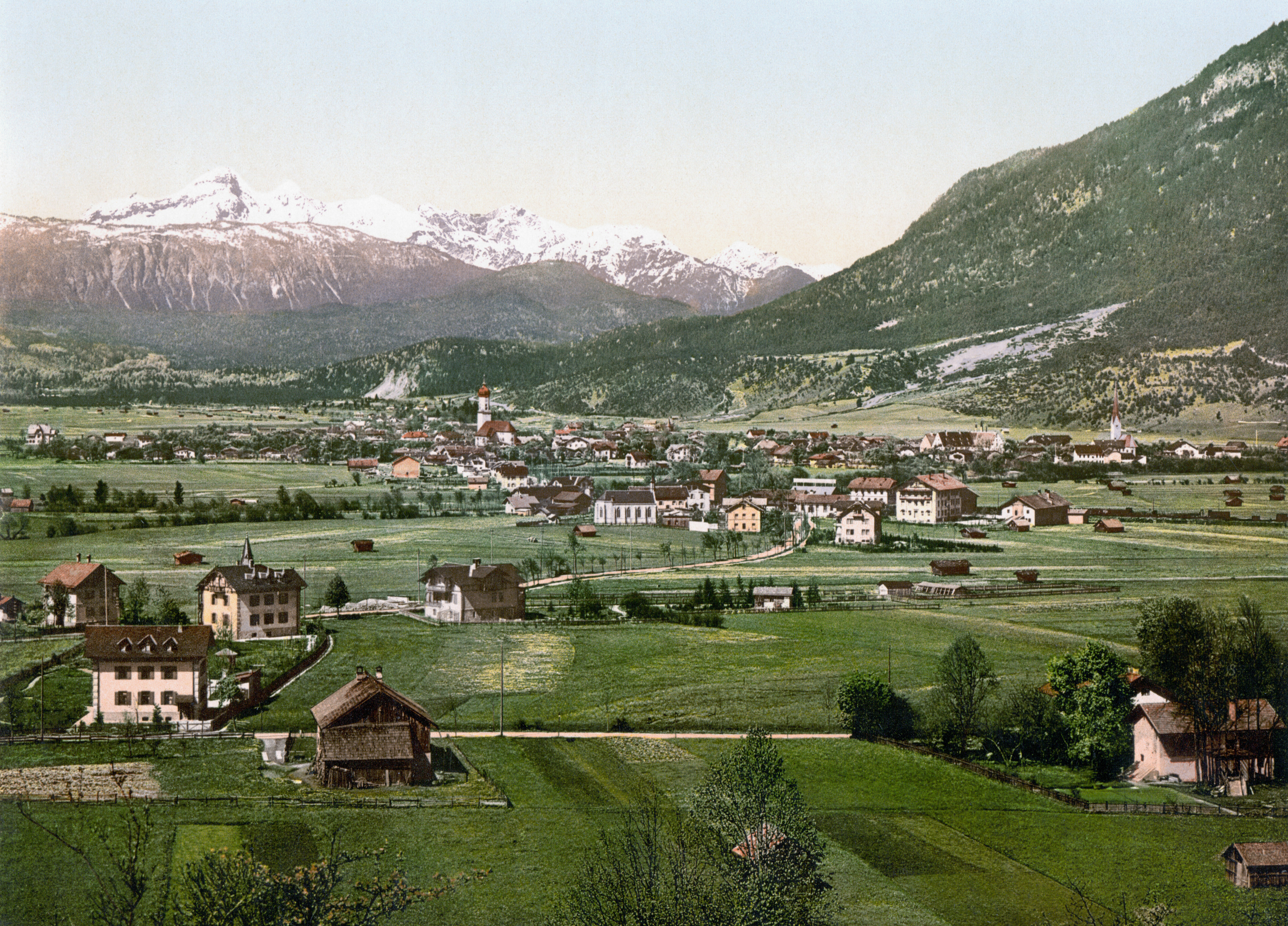
Garmisch um 1900
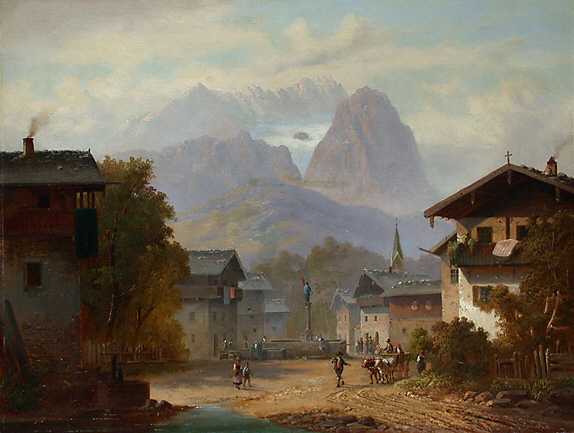
Anton Doll: Ansicht von Partenkirchen, 19. Jh.
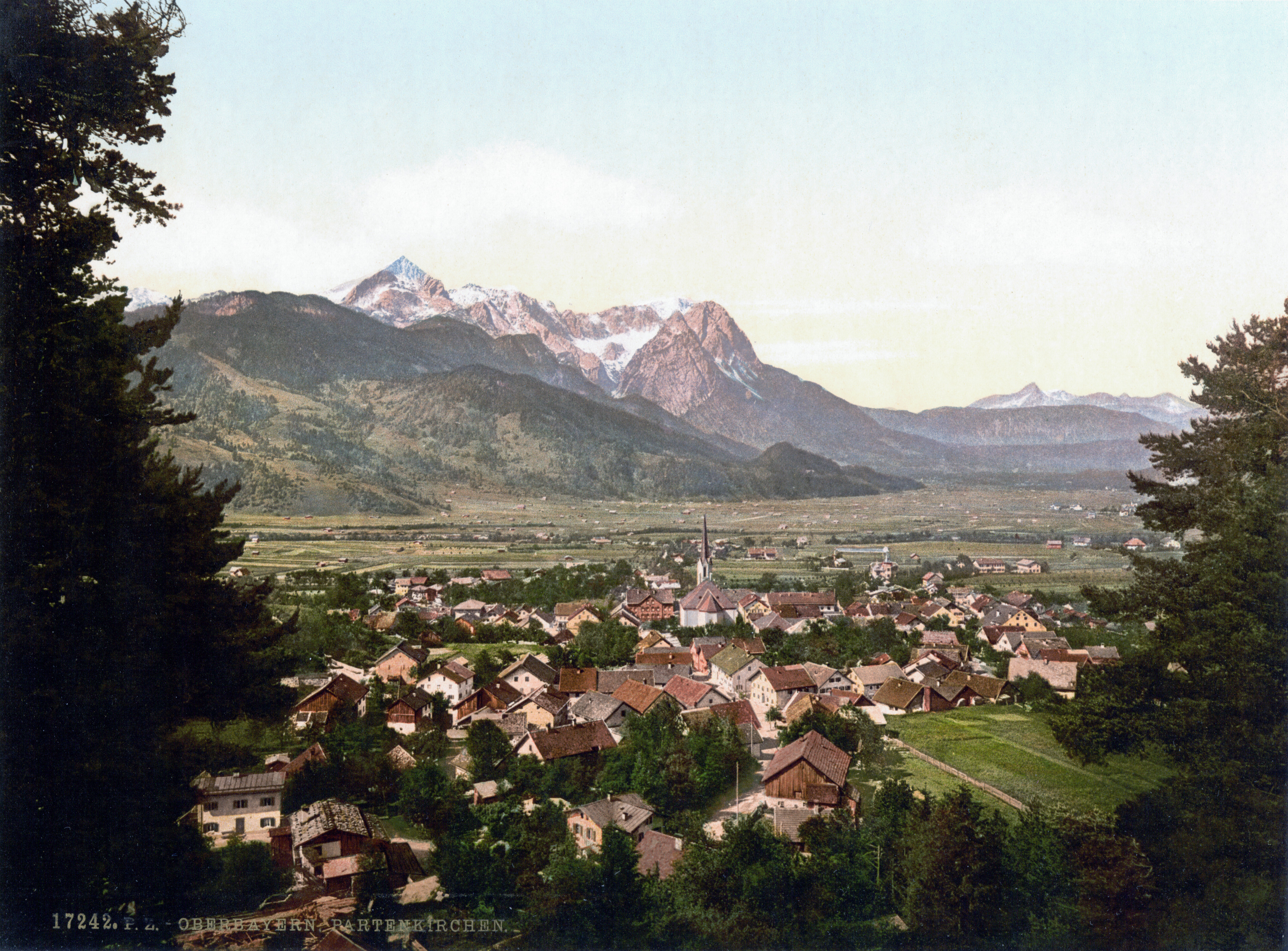
Partenkirchen um 1900
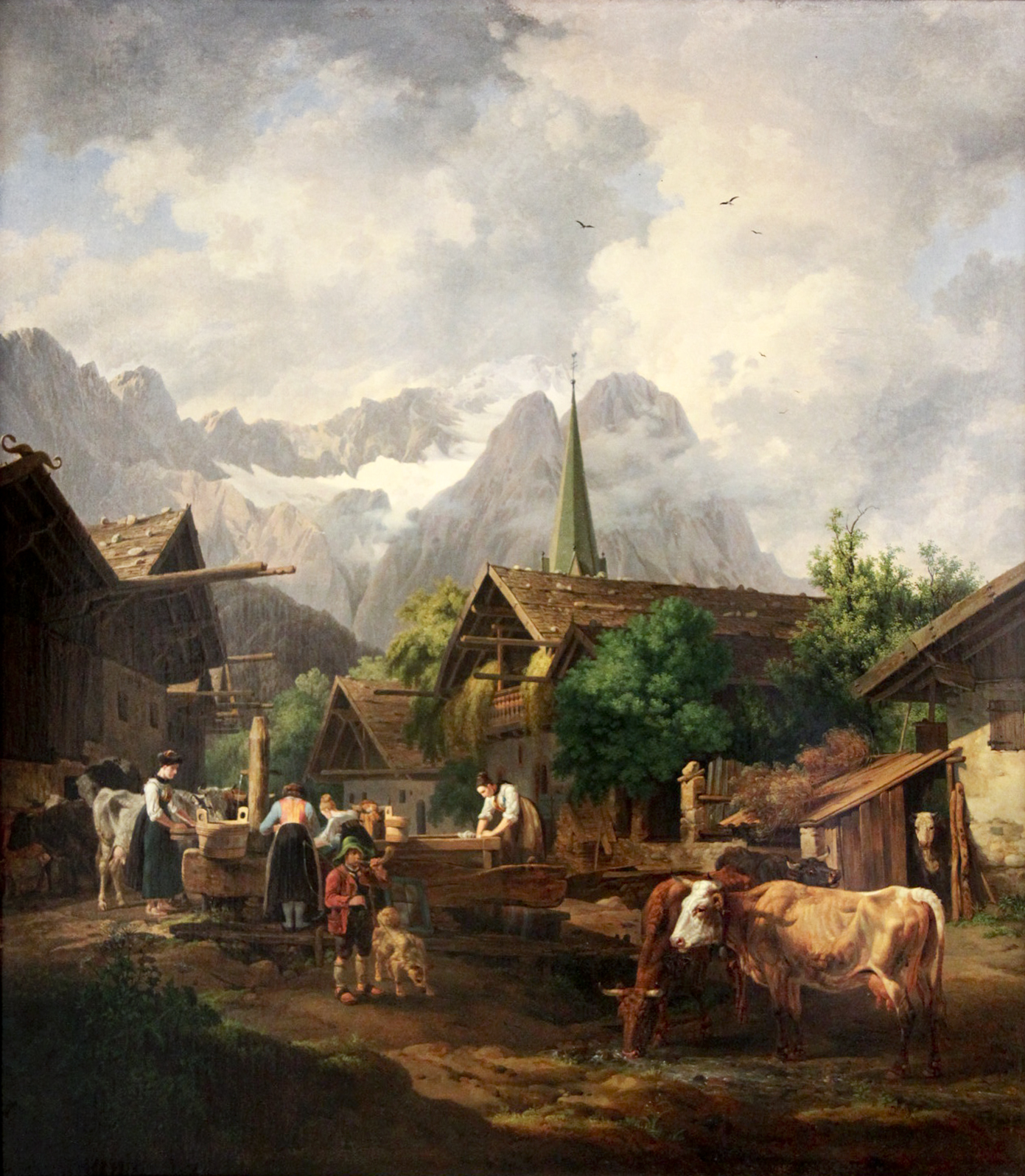
Partenkirchen, Gemälde von 1819
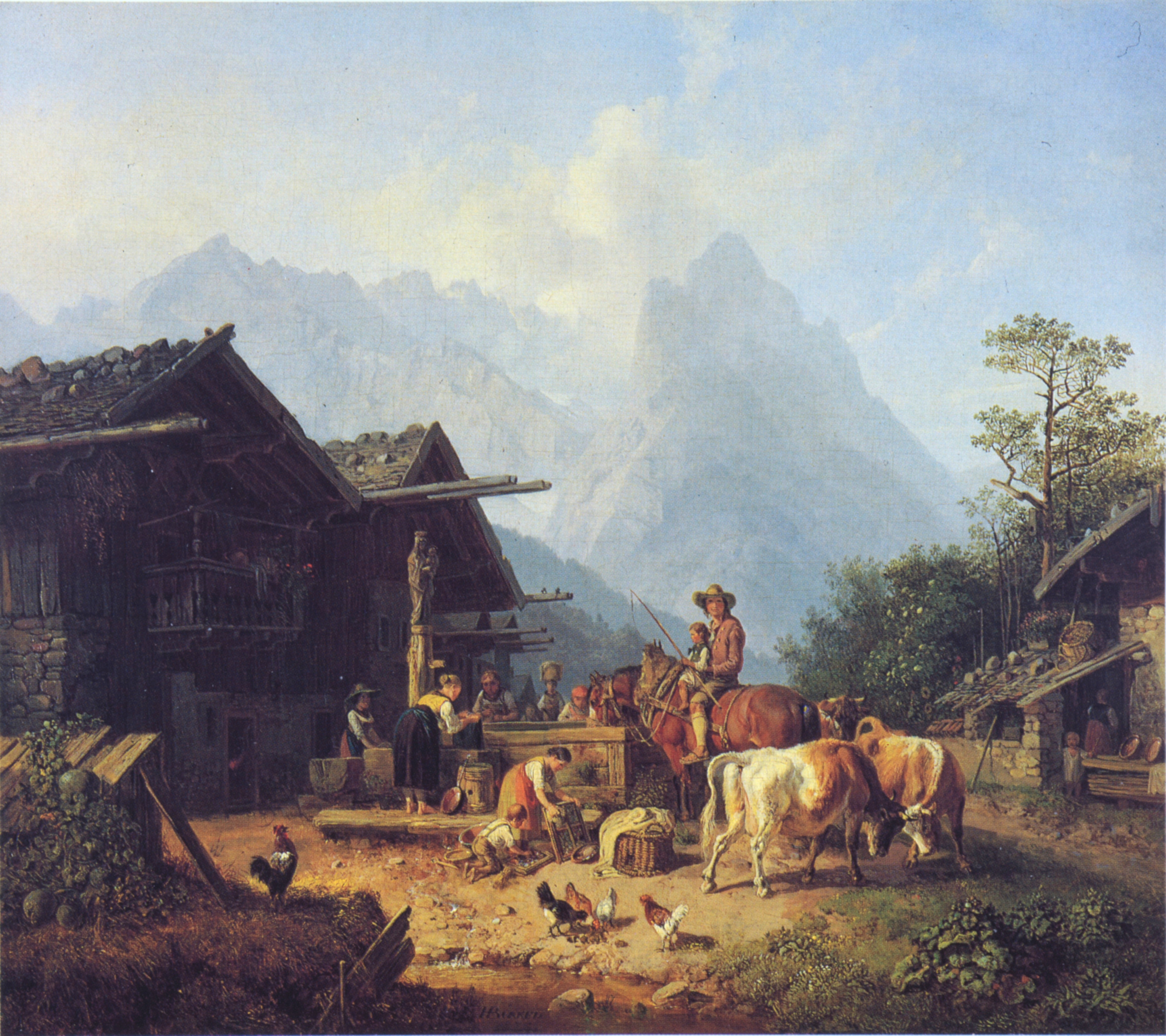
Heinrich Bürkel, Gebirgsdorf mit Brunnen (1844)

### Aktuell

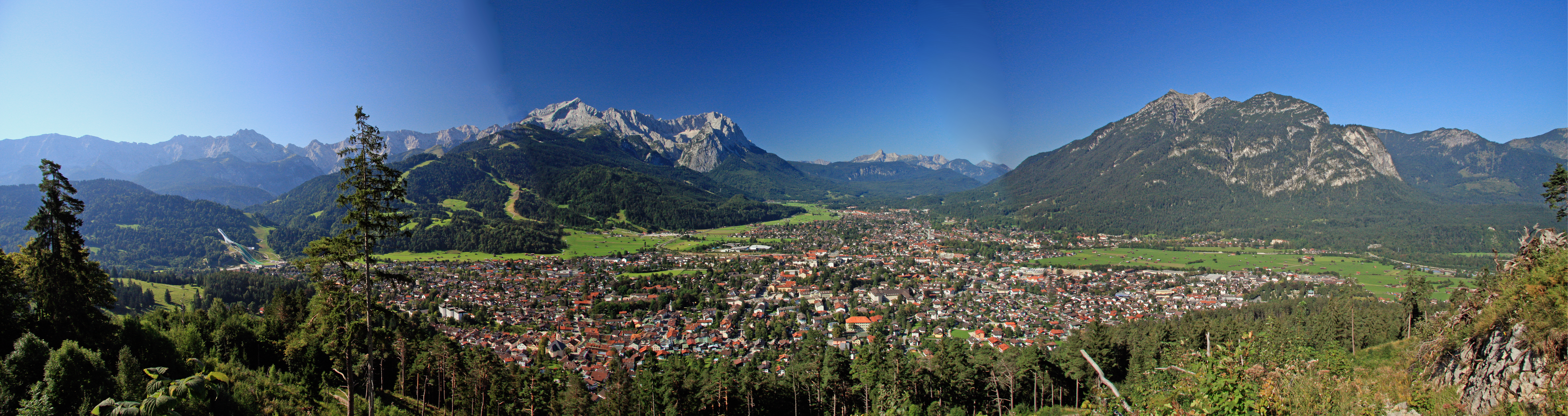
Garmisch-Partenkirchen Panorama
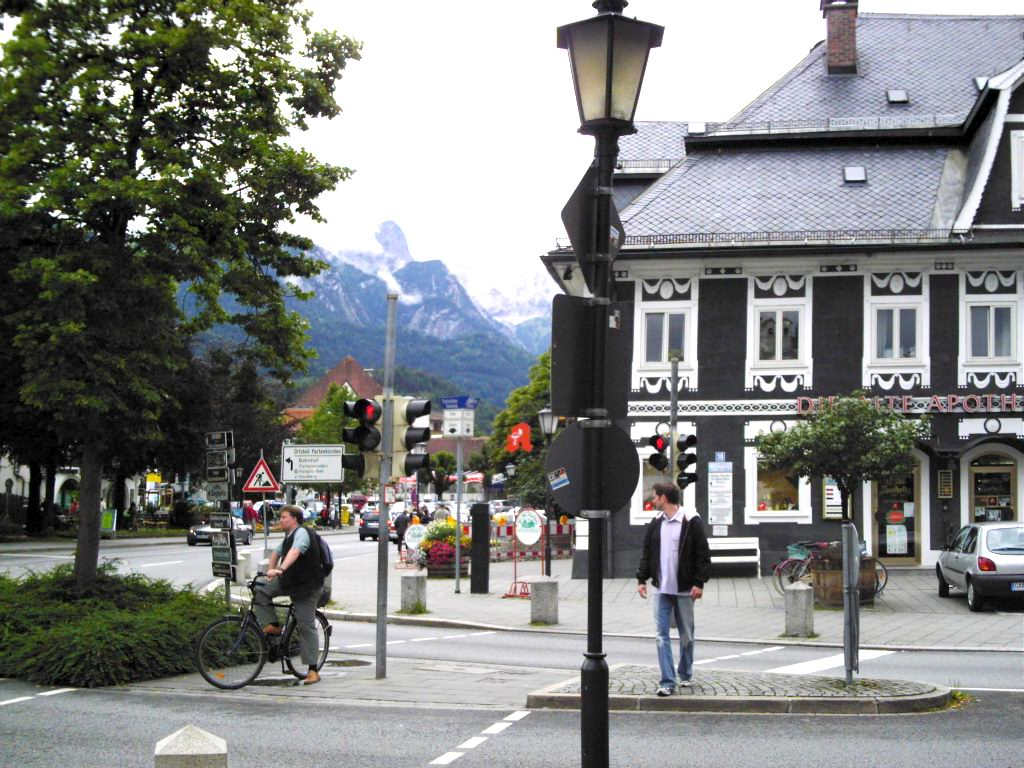
Gemeindeteil Garmisch
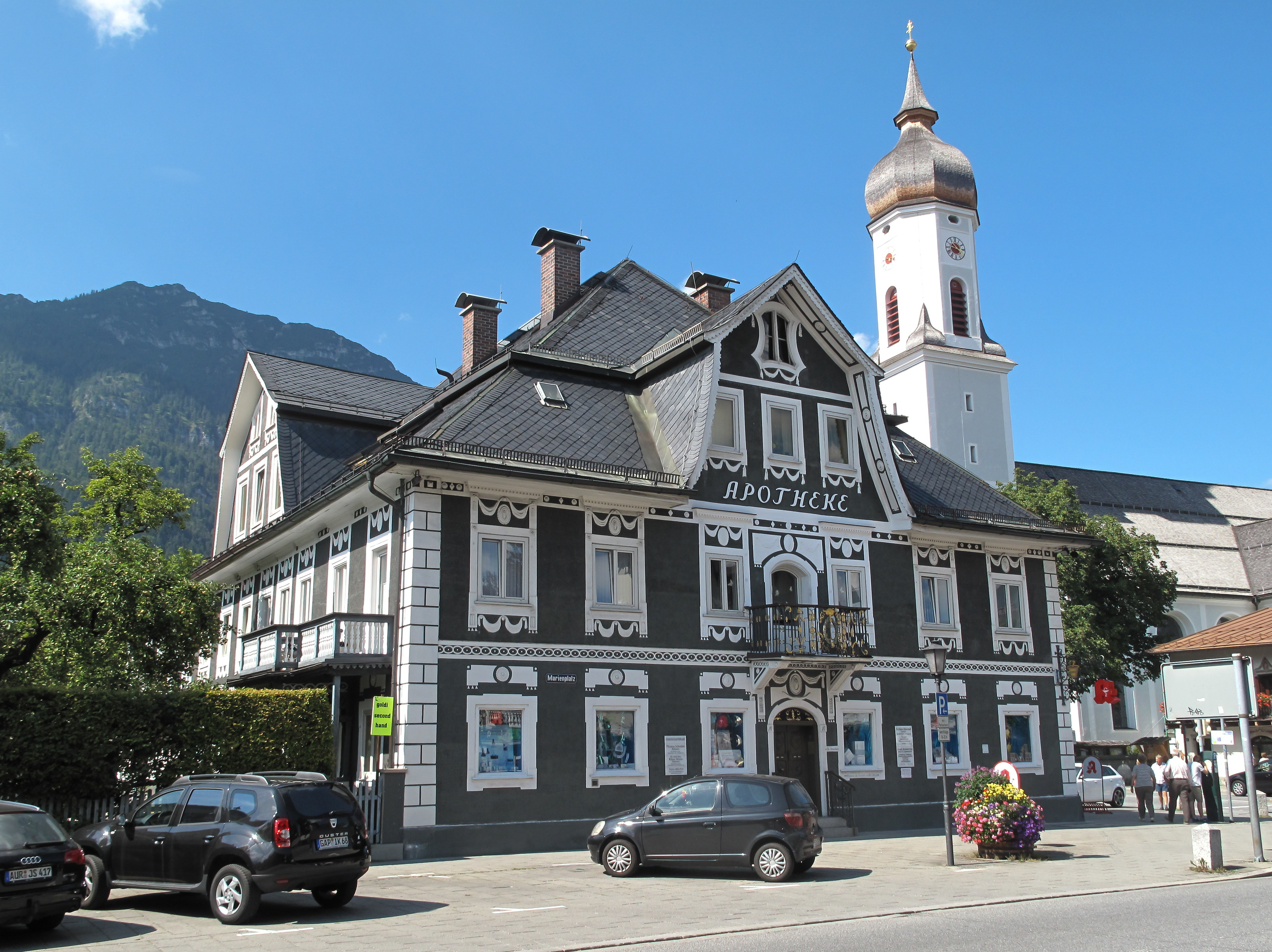
Alte Apotheke und Kirche in Garmisch
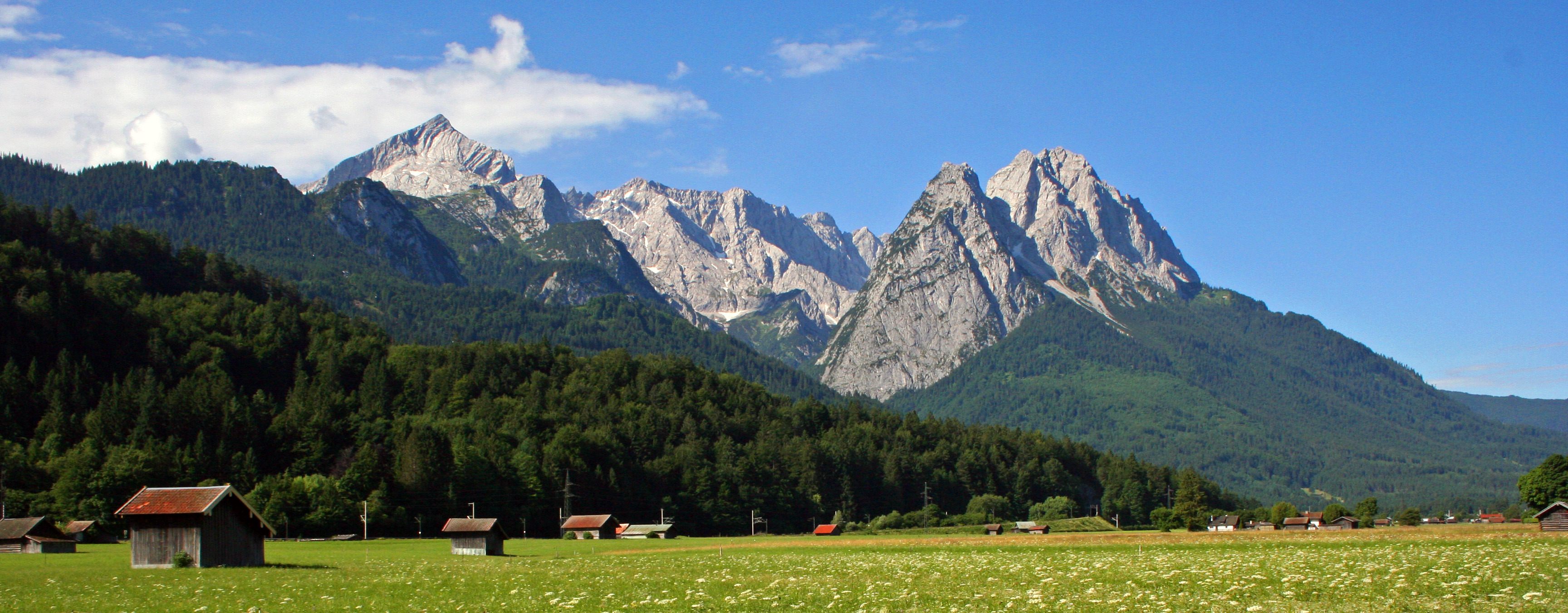
Alpspitze und Waxenstein fotografiert von der St. Martinstraße in Garmisch
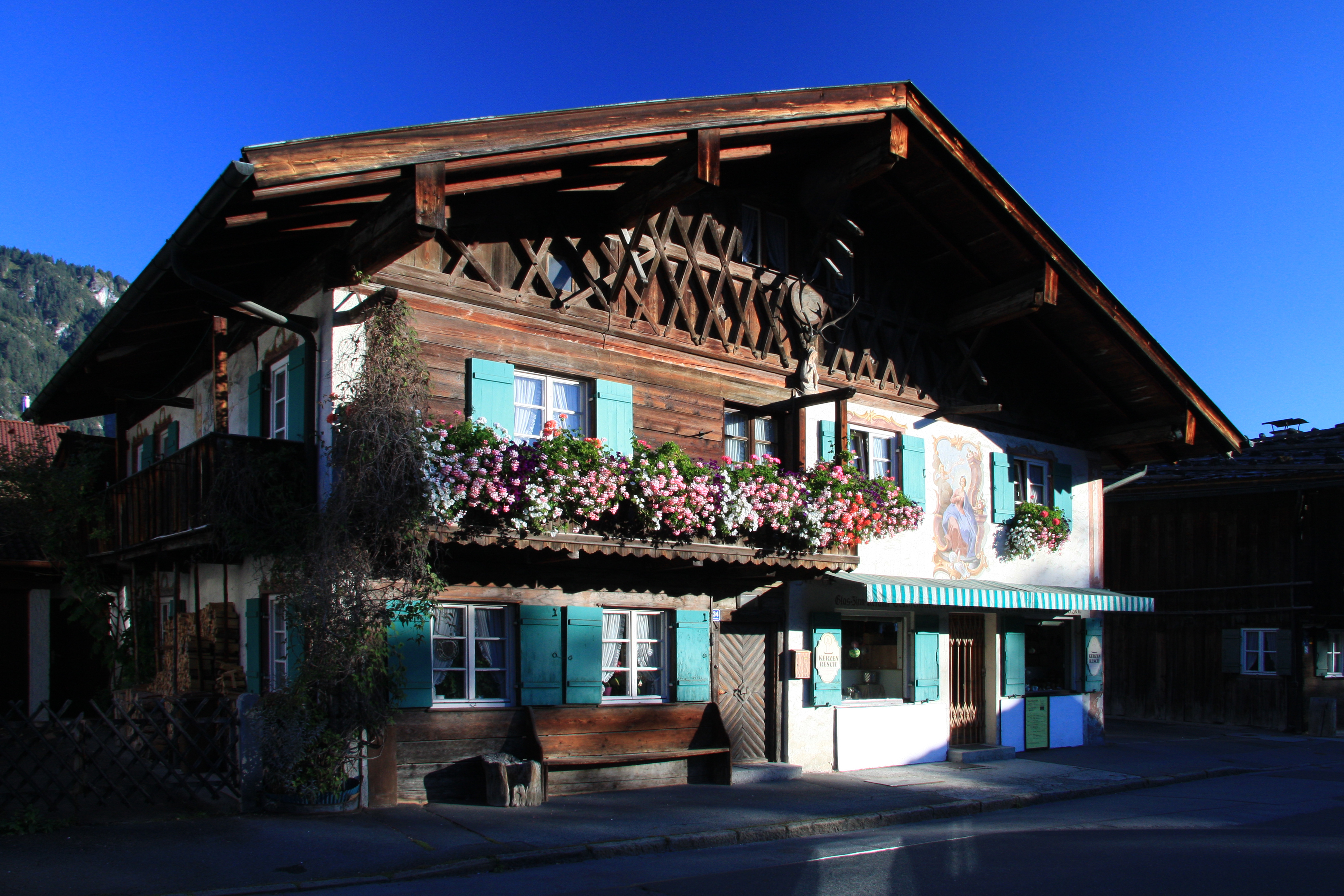
Altes Bauernhaus in Garmisch
Franzosenhaus im alten Garmisch

## Klimatabelle (1961 bis 1990)
|                       | Jan  | Feb  | Mär  | Apr   | Mai   | Jun   | Jul   | Aug   | Sep   | Okt  | Nov  | Dez  |   |         |
| Mittl. Tagesmax. (°C) | 2,1  | 4,6  | 8,3  | 12,3  | 16,9  | 19,6  | 21,8  | 21,1  | 18,8  | 14,5 | 7,4  | 2,0  | ⌀ | 12,5    |
| Mittl. Tagesmin. (°C) | −6,5 | −5,1 | −2,3 | 1,4   | 5,3   | 8,6   | 10,5  | 10,3  | 7,7   | 3,4  | −1,5 | −5,7 | ⌀ | 2,2     |
|                       |      |      |      |       |       |       |       |       |       |      |      |      |   |         |
| Niederschlag (mm)     | 84,7 | 76,8 | 85,9 | 100,1 | 130,8 | 174,3 | 175,4 | 171,6 | 107,4 | 77,1 | 88,0 | 91,5 | Σ | 1.363,6 |
|                       |      |      |      |       |       |       |       |       |       |      |      |      |   |         |
| Sonnenstunden (h/d)   | 2,4  | 3,3  | 4,4  | 4,8   | 5,5   | 5,5   | 6,5   | 6,2   | 5,7   | 4,9  | 2,7  | 1,9  | ⌀ | 4,5     |
|                       |      |      |      |       |       |       |       |       |       |      |      |      |   |         |
| Regentage (d)         | 16   | 15   | 15   | 16    | 17    | 19    | 18    | 18    | 14    | 13   | 14   | 15   | Σ | 190     |
|                       |      |      |      |       |       |       |       |       |       |      |      |      |   |         |
| Luftfeuchtigkeit (%)  | 84   | 81   | 78   | 75    | 75    | 76    | 77    | 81    | 82    | 82   | 84   | 86   | ⌀ | 80,1    |

| −6,5 |

| −5,1 |

| −2,3 |

| 1,4 |

| 5,3 |

| 8,6 |

| 10,5 |

| 10,3 |

| 7,7 |

| 3,4 |

| −1,5 |

| −5,7 |

| −6,5 |

| −5,1 |

| −2,3 |

| 1,4 |

| 5,3 |

| 8,6 |

| 10,5 |

| 10,3 |

| 7,7 |

| 3,4 |

| −1,5 |

| −5,7 |